# Sächsische Münzgeschichte

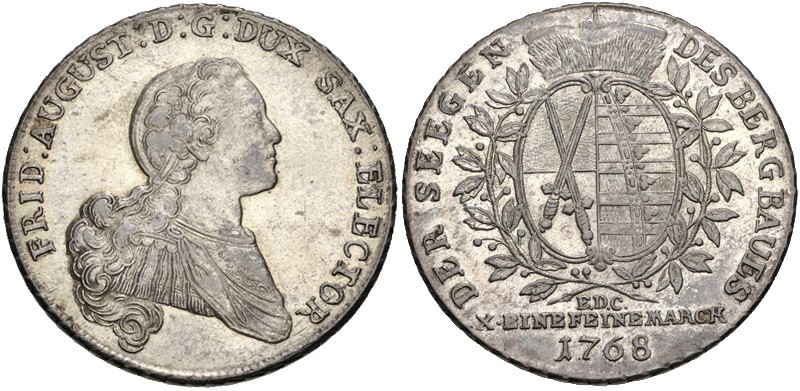
Ausbeutetaler (Konventionsspeciestaler) von Kurfürst Friedrich August III. von Sachsen von 1768 aus der Dresdner Münze – DER SEGEN DES BERGBAUES / X EINE FEINE MARCK

Die sächsische Münzgeschichte oder auch meißnisch-sächsische Münzgeschichte umfasst drei große Perioden: die hochmittelalterliche regionale Pfennigperiode (Brakteatenzeit), die spätmittelalterliche Groschenperiode und die Talerperiode bis zur Einführung der Markwährung 1871/72. Reiche Silbervorkommen, die bei Freiberg schon nach der Mitte des 12. Jahrhunderts entdeckt wurden, verhalfen Sachsen zu einer führenden Position im deutschen Münzwesen.
Die im östlichen Sachsen geprägten Sachsenpfennige sind, wie auch in Walther Haupts Sächsischer Münzkunde, ebenfalls erwähnt. Sie sind auf der Basis der karolingischen Münzreform geprägt worden, auf der auch die älteste meißnische Münzprägung beruht. Die verschiedenen Münznamen dieser Pfennigtypen deuten auf eine noch ungeklärte Stellung innerhalb der Mittelalternumismatik hin.

## Hochrandpfennig (Sachsenpfennig)

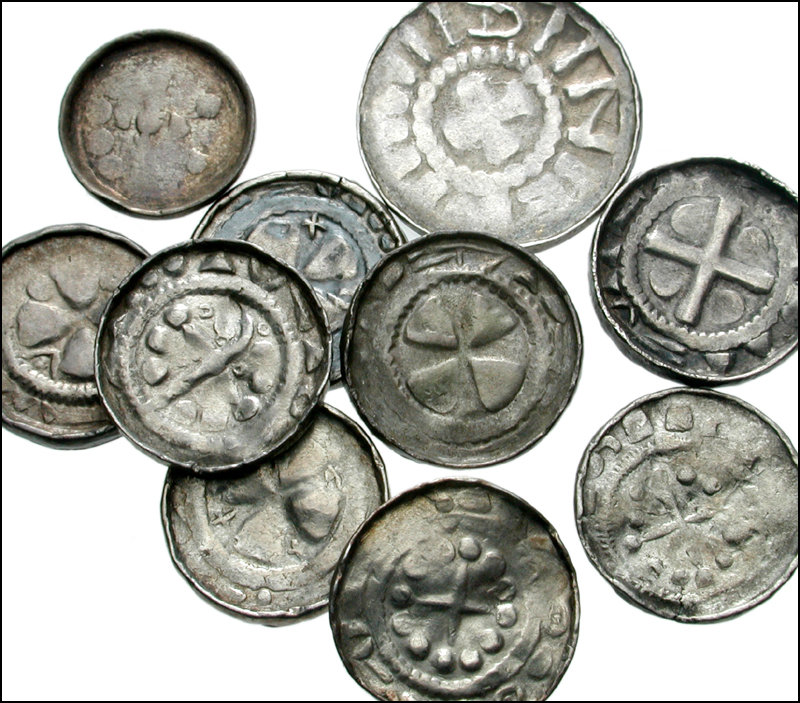
Sachsenpfennige (Holzkirchen-, Balkenkreuz-, Kleeblattkreuz- und Krummstabpfennig)

Der als Sachsenpfennig bekannte Pfennigtyp mit angestauchtem Rand des 10. und 11. Jahrhunderts ist neben dem Otto-Adelheid-Pfennig der häufigste Pfennigtyp dieser Zeit. Sachsenpfennige sind die ältesten in Sachsen geprägten Münzen. Die Pfennige der sächsischen Kaiserzeit mit der Inschrift OTTO oder ODDO im Portal einer Kirche sind vermutlich unter Otto I. (936–973) oder bald danach in Magdeburg geschlagen worden und zählen zu der ältesten Pfenniggruppe der sächsischen Hochrandpfennige.
Die Markgrafen von Meißen münzten noch als Ministerialen im Auftrag des römisch-deutschen Reiches. Markgraf Ekkehard I. von Meißen (985–1002) ließ in der Reichsmünzstätte Meißen Pfennige schlagen. Der Denar mit der Inschrift EKKINHARD und MISSNI ist die älteste bekannte meißnische Münze.

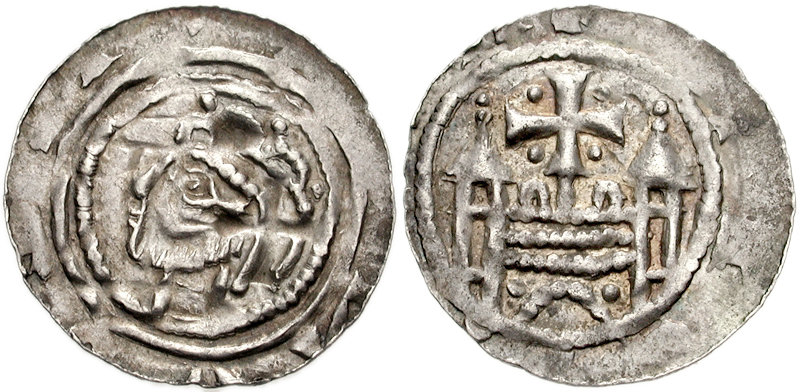
Sog. Dünnpfennig, 11. Jahrhundert, Reichsmünzstätte Magdeburg

### Verfall der Pfennigprägung
Die Umwandlung des Gewichtspfundes in ein Zählpfund in der Regierungszeit des fränkischen Kaisers Heinrich IV. (1056–1106) hatte den Verfall der beidseitig geprägten Pfennige zur Folge. Das Gewichtspfund von 367 g wurde in ein Zählpfund von 240 Pfennigen verwandelt, deren Gewicht sich fortlaufend verringerte. Die leichteren Pfennige wurden im Durchmesser vergrößert. Das zu vermünzende Blech war schließlich so dünn, dass es nicht mehr in einem Arbeitsgang mit dem Unter- und Oberstempel gleichzeitig geprägt werden konnte. Bei der Prägung der sogenannten Dünnpfennige musste deshalb der Rohling gewendet werden um die Gegenseite zu prägen. Dabei beschädigte der Stempeldruck auf die eine Seite das Münzbild der anderen Seite. Um ein gutes Münzbild zu erzielen, war es sinnvoll, auf den zweiten Stempelschlag zu verzichten und dazu auch noch den zweiten Arbeitsgang einzusparen.
Wahrscheinlich führte diese Erscheinung zu der etwa 1140 beginnenden Prägung der Brakteaten unter dem Markgrafen Konrad dem Großen (1123–1156).

## Brakteatenzeit

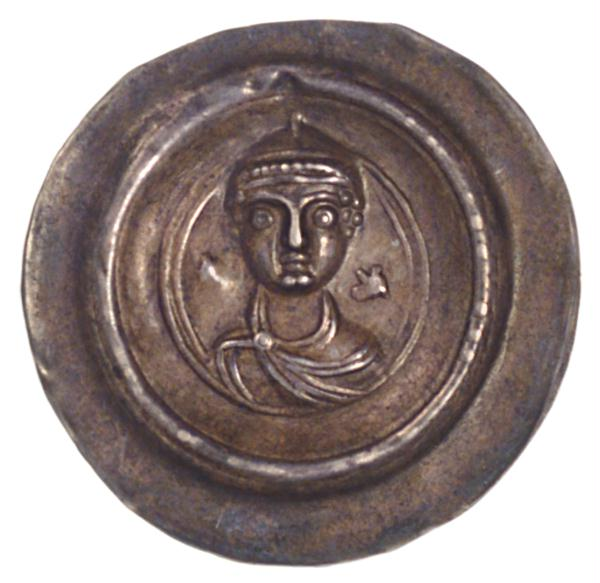
Markgrafschaft Meißen, Markgraf Otto der Reiche (1156–1190), Brakteat

Der Münzname Brakteat kam erst am Ende des 17. Jahrhunderts auf und ist vom lateinischen Wort bractea (Blech) abgeleitet. Zunächst kommt er nur in der Zusammensetzung nummus bracteatus vor und bedeutet Blechmünze. Vielleicht geht der Ausdruck blechen statt bezahlen auf das Blechgeld zurück. In den alten Urkunden ist dagegen von Pfennig oder Pfund Pfennigen, lateinisch Denarius oder talentum denariorum die Rede.
Der größte Teil der meißnischen Brakteaten ist zwischen 1170 und 1300 von der ersten meißnischen Münzstätte, der Freiberger Münze bereitgestellt worden. Sie war seit dem 13. Jahrhundert die Landeshauptmünzstätte der Wettiner. Neben Pfennigen wurden auch Hälblinge und Viertelchen ausgegeben. Großzahlungen erfolgten in Barrensilber.
Die Brakteaten aller meißnischen und der Oberlausitzer Münzstätten wurden nach einem einheitlichen Prägestil und Münzfuß geschlagen. Der Freiberger Münzmeister war angewiesen, aus der (Prager) Mark Silber zu 253 g nicht mehr als 244 oder 246 Pfennige zu schlagen. Das entspricht einem Durchschnittsgewicht des Pfennigs von reichlich 1 g. Das höchste Durchschnittsgewicht im Brakteatenfund von Puschwitz aus den frühen Prägungen um 1140 betrug jedoch nur 0,811 g. Ende des 13. und Anfang des 14. Jahrhunderts lag das Durchschnittsgewicht bei 0,573 g.
Die Prüfung des Gewichts erfolgte „al marco“. In der mittelalterlichen Münztechnik war das die Prüfung des Gesamtgewichts einer bestimmten Anzahl von Münzen an Stelle der Gewichtskontrolle des Einzelstücks. Bei dem ungleichmäßigen Gewicht der einzelnen Pfennige war es naheliegend, übergewichtige einfach mit der Schere durch Abschneiden am Rand auf das Durchschnittsgewicht zu bringen. Die Beschneidung der Pfennige durch Wechsler oder Privatpersonen zum Zweck der illegalen Edelmetallbeschaffung war ein Kapitalverbrechen. Als Strafmaß galt das Abschlagen der rechten Hand.
Die Pfennige galten nur im Herkunftsbereich. Man bezeichnet deshalb auch die Brakteatenzeit als Periode des regionalen Pfennigs. Wer aus einem anderen Währungsgebiet kam, um zu handeln, musste die mitgebrachte Währung in einheimische umwechseln. Der Wechsel zählte zu den Einkünften des Münzmeisters.
Die Kosten für die Münzprägung mussten durch einen jährlichen gebührenpflichtigen Umtausch der Pfennige, zwölf alte gegen neun oder zehn neue, gedeckt werden. Im Freiberger Stadtrecht wurde bestimmt, dass nur der Münzmeister oder Richter in eigener Person die verfallenen Pfennige entwerten (brechen) durfte. Die leicht zerbrechlichen Pfennige trug man in Blechdosen.
Siehe auch:
- Ewiger Pfennig
- Münzstätte Bautzen, Brakteatenzeit
- Münzstätte Colditz, Brakteatenzeit
- Münzstätte Freiberg, Brakteatenzeit
- Münzstätte Gotha, Brakteatenzeit
- Münzstätte Langensalza, Brakteatenzeit
- Münzstätte Leipzig, Erste Belege (mit Brakteaten)
- Münzstätte Weimar, Brakteatenzeit
- Münzstätte Wittenberg, Brakteatenzeit

### Dynastenbrakteaten
Zahlreiche selbständige Dynasten in den wettinischen Gebieten waren im Besitz des kaiserlichen Regals, des Münzrechts. Bezeugt sind: (Tabelle nach Haupt)
| - Herren von Apolda - Herren von Bieberstein - Grafen von Brehna - Herren von Colditz - Burggrafen von Dohna - Herren von Eilenburg - Burggrafen von Leisnig - Herren von Lobdeburg | - Burggrafen von Meißen - Burggrafen von Neuenburg - Herren von Pack - Vögte von Plauen - Herren von Waldenburg auf Wolkenstein - Vögte von Weida-Gera - Grafen von Wettin |

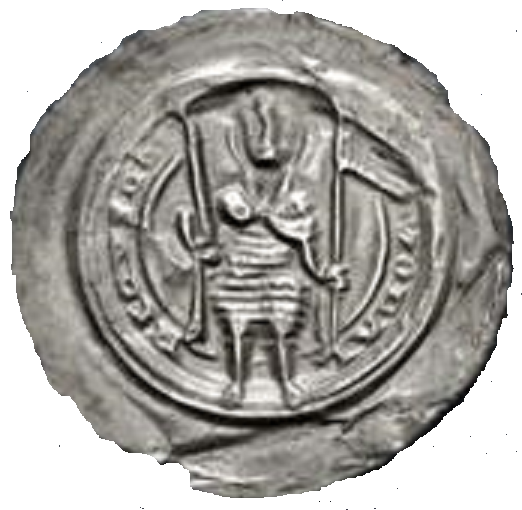
Grafen von Wettin, Ulrich, 1187–1206, Durchmesser 35 mm, 0,73 g (beschnitten)
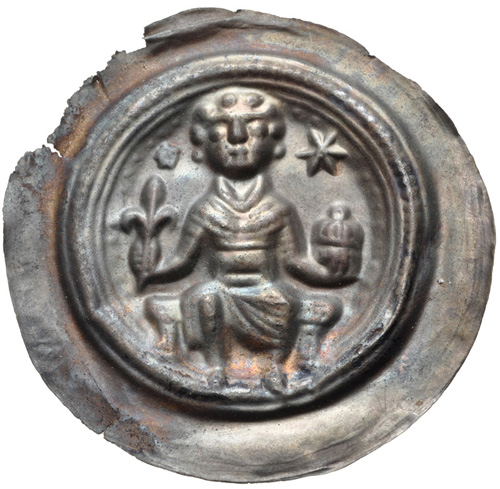
Herrschaft Eilenburg, Otto (1191–1234), Durchmesser 37 mm; 1,12 g
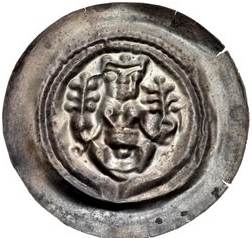
Herren von Lobdeburg (1230–1270), unsicher, Durchmesser 32 mm, 0,58 g
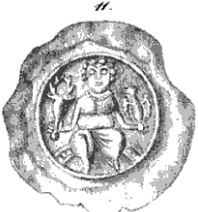
Burggrafschaft Dohna, wahrscheinlich Heinrich II. (1180–1225), Doninscher Brakteat
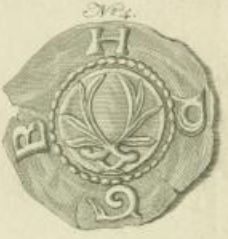
Burggrafschaft Dohna, Heinrichs III. (1239–1256), Doninscher Brakteat
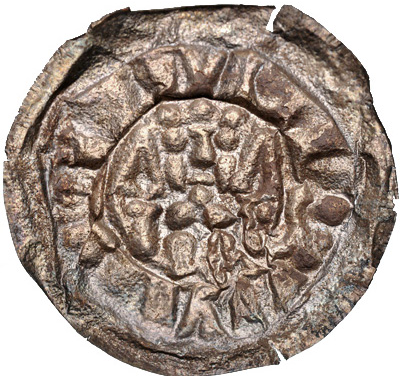
Vögte von Weida-Gera, Vogtei, Heinrich VIII. oder Heinrich IV. 1281–1320, Durchmesser 43 mm, 0,69 g

Siehe auch:
- Münzstätte Colditz, Brakteatenzeit (Dynastenbrakteaten)
- Brakteaten (Dohna)

Die steigende Macht der meißnischen Markgrafen im 14. Jahrhundert führte mit wenigen Ausnahmen zum Ende der Münzprägung kaiserlicher Ministerialen.

### Geistliche Brakteaten

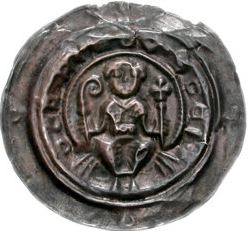
Bistum Naumburg, Berthold II. von Meißen

Die Bischöfe von Naumburg hatten das Münzrecht in Strehla an der Elbe in Gemeinschaft mit dem Markgrafen von Meißen ausgeübt.
Auch die Bischöfe von Meißen traten als Bergherr und Münzherr auf und ließen Brakteaten prägen. Mit dem Ende des 12. Jahrhunderts sind Bergwerke in Scharfenberg an der Elbe entstanden. Später kommen als mögliche Prägeorte die beiden bischöflichen Burgen Wurzen und Stolpen in Frage. Letzte meißnischen Bischofsbrakteaten wurden gegen Ende des 13. Jahrhunderts geprägt.
Als münzberechtigte Abtei hat das Kloster Pegau in Pegau ebenfalls Brakteaten geprägt, die als unverwechselbares Kennzeichen ein großes Krückenkreuz und meist eine Namensumschrift haben. Wegen ihres gleichbleibenden und guten Silbers waren sie beliebt und wurden sogar nachgeprägt. Bekannt sind Nachprägungen der Burggrafen von Meißen, der Vögte der Abtei Pegau, des Markgrafen Dietrich, der Grafen von Brehna und der Erzbischöfe von Magdeburg.

### Alterseinteilung der Meißner Brakteaten (Markgrafschaft Meißen)

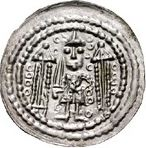
Konrad der Große (1123–1156), ältester Meißner Typ
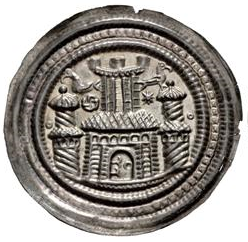
Konrad der Große (1123–1156), Durchmesser 36 mm, 1,00 g
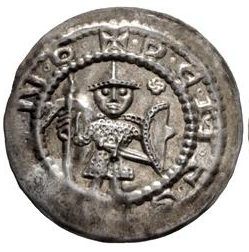
Konrad der Große (1123–1156), Durchmesser 30 mm; 0,85 g
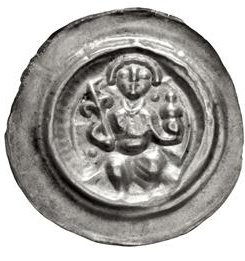
Dietrich der Bedrängte (1197–1221), Durchmesser 33 mm, 0,86 g
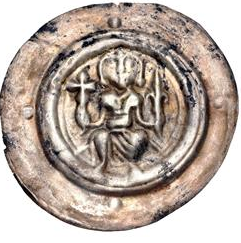
Heinrich der Erlauchte (1221–1288), Durchmesser 42 mm; 1,08 g
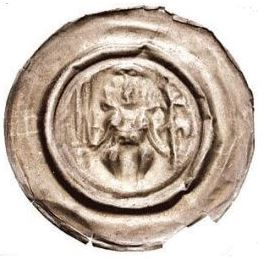
Heinrich der Erlauchte (1221–1288), etwa 1250 geprägt

Die Chronologie der Meißner Brakteaten ist schwierig. Außer in der Anfangszeit stehen nur ausnahmsweise die Namen der Münzherren auf den Pfennigen. Die grobe Einteilung wurde nach Walther Haupt, S. 34/38 vorgenommen.
| Zeitraum                                | Abmessung/Merkmal                                         | Bemerkung |
| --------------------------------------- | --------------------------------------------------------- | --- |
| um 1140/1150                            | Durchmesser bis 37 mm, flache Prägung                     | Die ältesten Brakteaten wurden mit geschmiedetem Stahlstempeln geprägt. Die Stempelschnitte sind Zeugnisse romanischer Kleinkunst. Das Münzbild reicht bis an den Rand.                                                                    |
| nach 1150 bis Ende des 12. Jahrhunderts | schrittweise Verkleinerung des Durchmessers bis auf 20 mm | Das Münzgewicht verringerte sich kaum. Die Brakteaten waren dicker und damit bruch- und druckfester geworden. Ein breiter und hoher Wulstring, der das Münzbild einfasst, erhöhte die Biegefestigkeit.                                     |
| um 1200 bis etwa 1250                   | Durchmesser bis 42 mm, größere Profilierung               | Der Prägestempel aus Bronzeguss ersparte den Stempelschnitt. Die Gießtechnik erforderte größere Profilierung und größere Durchmesser. Die Brakteaten haben wie vorher einen Versteifungsring, „thronender Fürst“ wurde typisches Münzbild. |
| etwa ab 1250 bis 1300                   | „grießliche“ Oberfläche, große Durchmesser                | Brakteaten wurden durch den hohen Silberertrag der Gruben zur Massenware. Die leicht raue Oberfläche des aus Bronzeguss hergestellten Stempels wurde nicht mehr geglättet.                                                                 |
| etwa ab 1300                            | fast bis zur Hutform ausgebeult                           | Gleich mehrere übereinandergelegte Schrötlinge wurden in einem Prägevorgang umgeformt. Das Münzbild geht in den Rand über. |

Für den Exporthandel war der regionale Pfennig mit seinem eingeschränkten Geltungsbereich und seinem jährlichen Umtauschzwang ein großes Hindernis. Ein einheitliches Geld, das für größere Gebiete galt, war erforderlich. Größere Münzen wurden gebraucht, nicht nur Pfennige.
Unter Markgraf Friedrich II. (1323–1349) endete die regionale Pfennigperiode.

## Groschenzeit
Nach der Ablösung der Pfennigwährung durch die von Markgraf Friedrich II. 1338/39 eingeführten Groschen begann die spätmittelalterliche Groschenperiode. In Walther Haupts Sächsischer Münzkunde  ist das Wort „Groschen“  eine volkstümliche Bezeichnung, die für das lateinische Wort grossus, das etwa dick bedeutet, verwendet wurde. Größere Geldbeträge sind nach Schock Groschen zu 60 Stück und nach Mark Groschen zu 48 Stück zusammengefasst worden. Der Name Meißner Groschen oder Freiberger Groschen trat erst in den fünfziger bis sechziger Jahren des 14. Jahrhunderts auf. Die neuen Groschen liefen als Breite Groschen (grossi lati) um.
Die neuen Groschen wurde in der Freiberger Münze nach dem Vorbild des seit 1300 in Böhmen geprägten Prager Groschen geprägt. Bei der Umstellung der Währung in der Markgrafschaft Meißen wurden wie im Königreich Böhmen italienische Finanzberater herangezogen. Die noch umlaufenden alten Prager Groschen wurden als Beiwährung für den allgemeinen Zahlungsverkehr weiterhin verwendet. Sie wurden als Silberpagament (Altsilber) angesehen und pauschal um 20 % herabgesetzt.

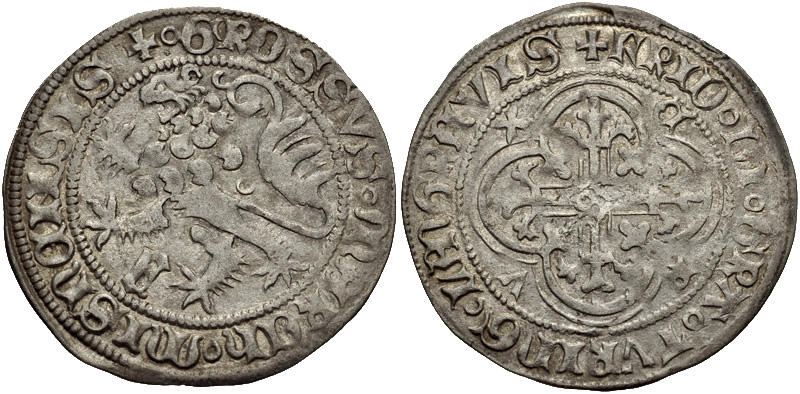
Landgraf Friedrich der Friedfertige (1406–1440), Meißner Groschen mit Zeichen „f“ und Beizeichen „Ringel“, Freiberg

Die Währungsangleichung an den neuen leichteren rheinischen Gulden als Grundlage für die meißnische Groschenwährung erfolgte von 1368 bis 1369 in Abschnitten. Neben Groschen wurden auch Pfennige und Heller geprägt. Der Groschen galt 9 oder 12 Pfennige, der Pfennig 2 Heller. Die meißnischen Groschen wurden neben dem Prager Groschen die führende Geldeinheit in Mitteleuropa.
Ende des 14. und im 15. Jahrhundert errichteten die Wettiner neben ihrer Hauptmünzstätte in Freiberg weitere Münzstätten in Sangerhausen, Zwickau, Gotha, Leipzig, Weimar, Colditz, Wittenberg und Langensalza, die zum Teil nur zeitweise in Betrieb waren. Die Freiberger Münze blieb bis zu ihrer Schließung Landeshauptmünzstätte.
Die Münzstätte Colditz war Eigentum der Kurfürstin Margaretha, Gemahlin des Kurfürsten Friedrichs II. (1428–1464). Als ein außergewöhnliches Ereignis in der Münzgeschichte Sachsens ist zu werten, dass der Kurfürst seiner Gemahlin als Ausgleich für das ihr zustehende hohe Leibgedinge 1456 in Colditz eine Münze errichtete und ihr gestattete, dort eigene Münzen prägen zu lassen. Die sogenannten Margarethengroschen mit einem zusätzlichen „M“ in der Umschrift bezeugen diese Prägungen.
Infolge der hohen Ausgabenpolitik des Markgrafen Wilhelm I. dem Einäugigen (1382–1407) wurden Land und Bevölkerung in hohem Maße belastet.
Die fremden Städte begegneten der zunehmenden Münzverschlechterung durch Gegenstemplung der noch guthaltigen meißnischen Groschen. Erst 1412 gelang es Friedrich dem Streitbaren (1381–1428), die Stabilisierung der Groschenwährung auf der Grundlage von 20 Schildgroschen auf den rheinischen Gulden durchzuführen.
Für die Zahlungsverpflichtungen des Fernhandels musste Sachsen den rheinischen Goldgulden anerkennen. Seit 1456 wurde er schließlich in der großen Handelsmetropole Leipzig nachgeprägt (siehe Münzstätte Leipzig).
Die Entdeckung neuer reicher Silbervorkommen im oberen Erzgebirge bei Schneeberg und Annaberg führte in der zweiten Hälfte des 15. Jahrhunderts zu einer weiteren Bergbauperiode in Sachsen. Die neu errichteten „Bergmünzstätten“ Schneeberg, Zwickau (hier war der Münzbetrieb seit 1449 stillgelegt), Annaberg und Buchholz mussten durch eine umfangreiche Münzprägung die zunehmenden Zahlungsverpflichtungen decken.
Die fast gleichlautende Münzmandate der Ernestiner und Albertiner vom Mai 1500 in denen der geplanten Übergang zur Großsilberwährung am 4. Juli mit neuen silbernen Gulden (Guldengroschen)
- zu 7 Schreckenbergern oder 21 Zinsgroschen im Wert eines vollhaltigen rheinischen Goldguldens

angekündigt wird, erlischt nach einem Bestehen von 262 Jahren die meißnisch-sächsische Groschenwährung.
Der bis ins 19. Jahrhundert als Rechnungsmünze verwendete meißnische Gulden geht auf die Sächsische Münzordnung vom 9. August 1490 zurück, nach der der Goldgulden in Sachsen auf 21 Groschen gesetzt wurde.
Siehe auch:
- Oberwähr
- Beiwähr

### Besondere meißnisch-sächsische Groschen

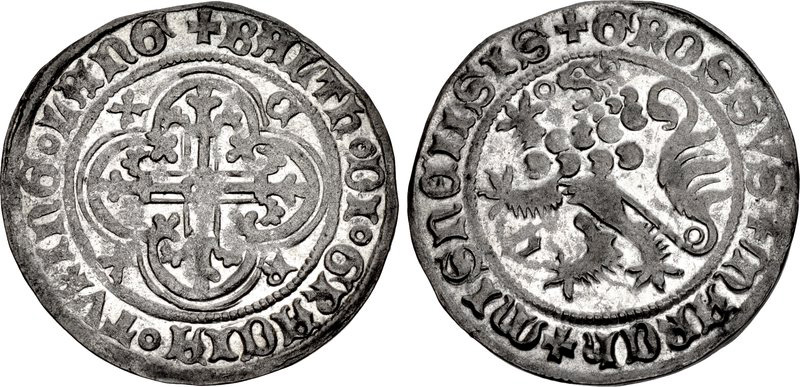
Fürstengroschen Landgraf Balthasars von Thüringen aus der Münzstätte Freiberg (Abkürzung BALTH), Prägezeitraum 1405–1406.
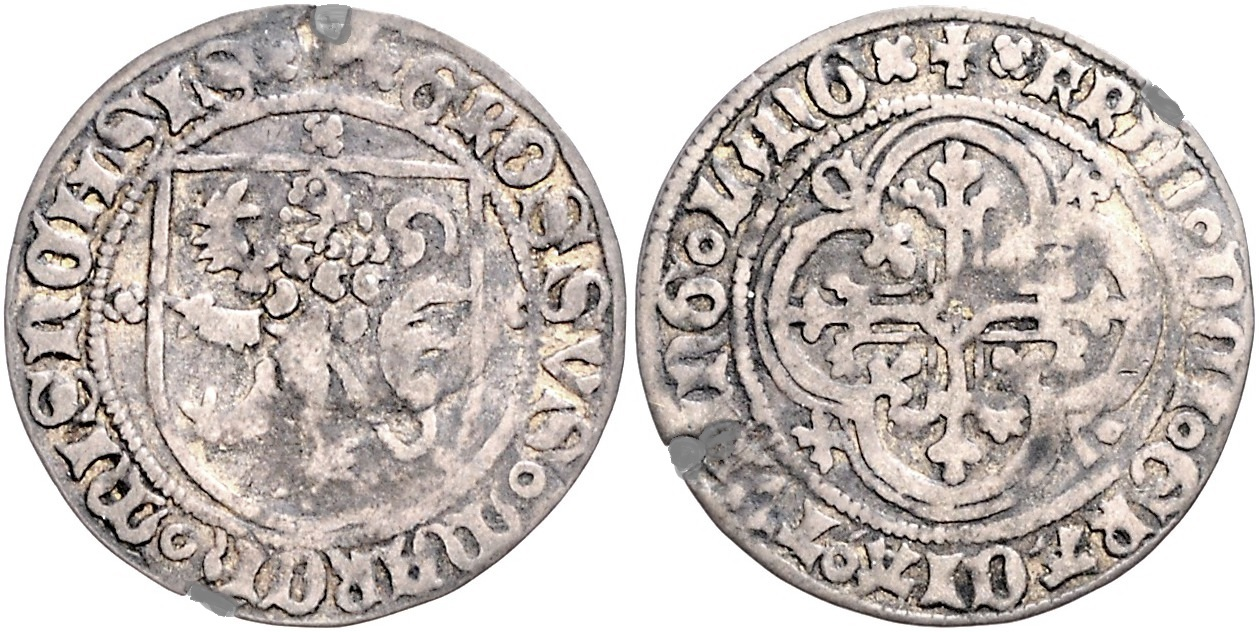
Schildiger Groschen Friedrichs IV. des Streitbaren aus der Münzstätte Gotha, geprägt nach dem Vorbild der ersten Ausgabe von 1405/1412. Dieser bildgleiche Schildgroschen wurde jedoch erst 1425/1428 geprägt.
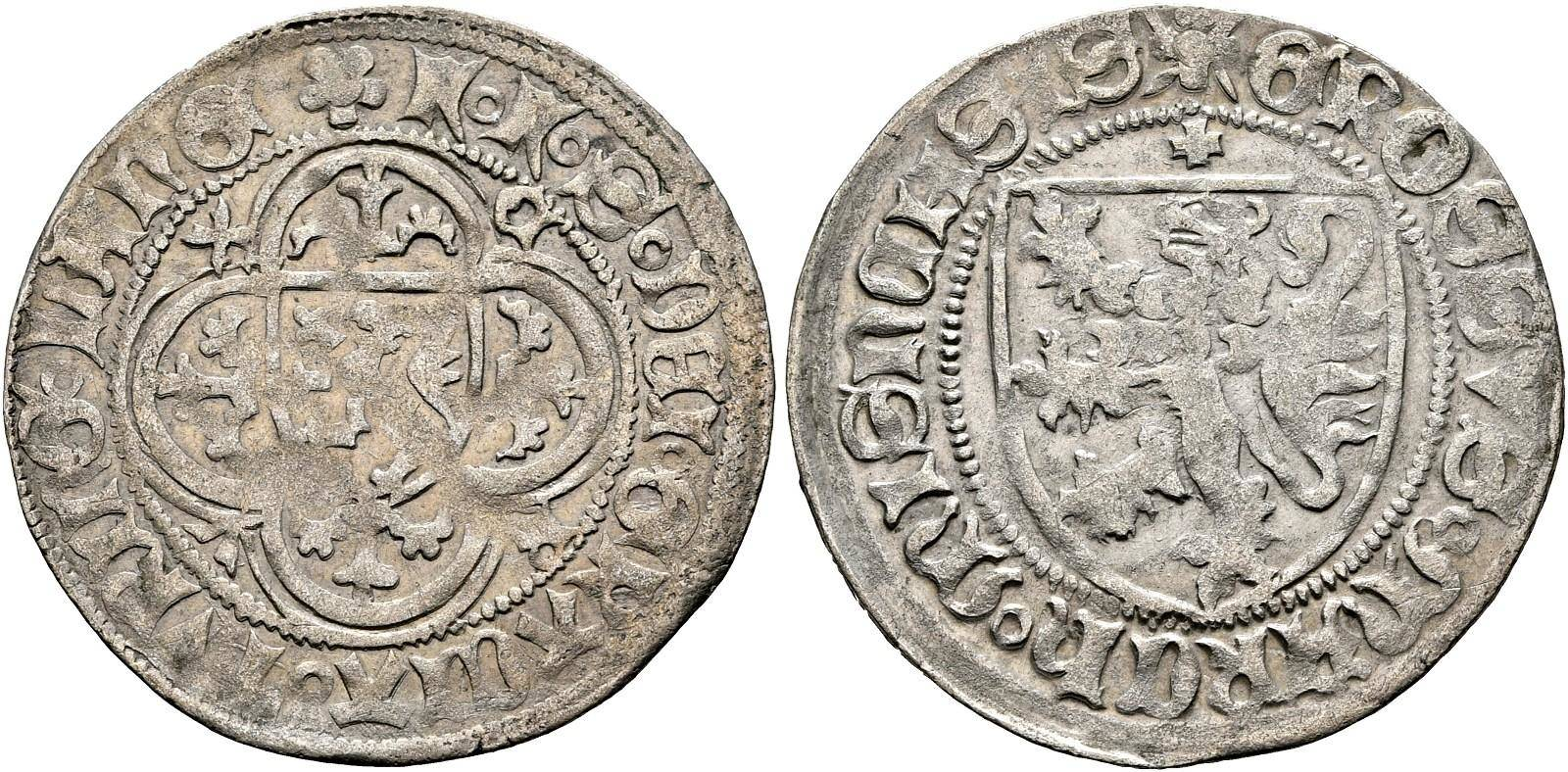
Schildiger Groschen Friedrichs II. des Sanftmütigen mit Landgraf Friedrich dem Friedfertigen von Thüringen und seinem Bruder Sigismund, Prägezeitraum 1428/1431, Münzstätte Freiberg
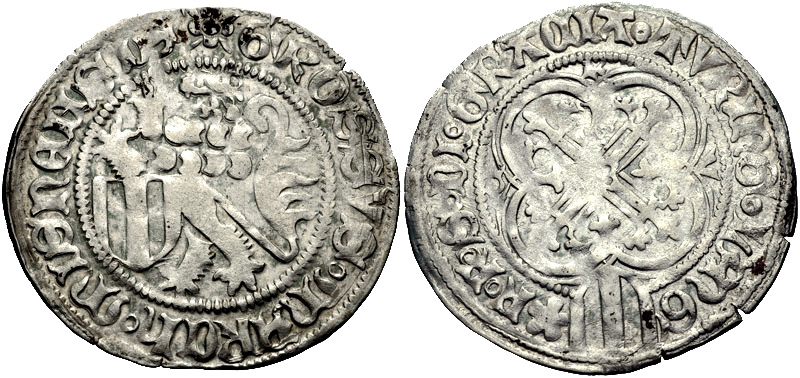
Pfahlschildgroschen Friedrichs II. des Sanftmütigen mit Landgraf Friedrich dem Friedfertigen von Thüringen und seinem Bruder Sigismund, Münzstätte Freiberg, Prägezeitraum 1431–1436
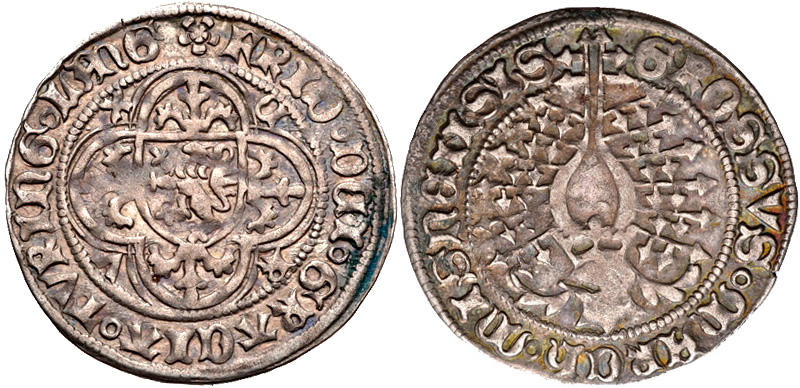
Markgraf Friedrich der Streitbare, Freiberger Helmgroschen, Prägezeitraum 1405–1411
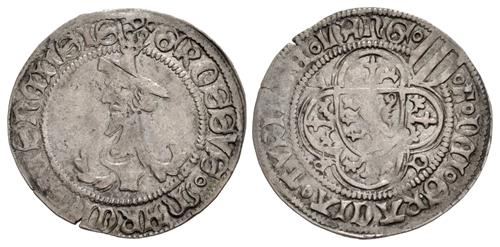
Kurfürst Friedrich II. Judenkopfgroschen (Oberwähr), Münzstätte Freiberg, Prägezeitraum 1444 bis etwa 1451
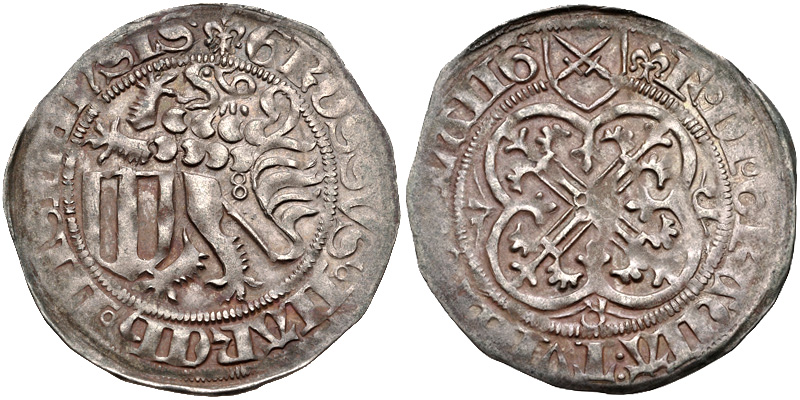
Schwertgroschen Friedrichs des Sanftmütigen, Prägezeitraum 1457 bis 1464, Münzmeisterzeichen Lilie, Münzstätte Leipzig, mit Beizeichen doppeltes Ringel
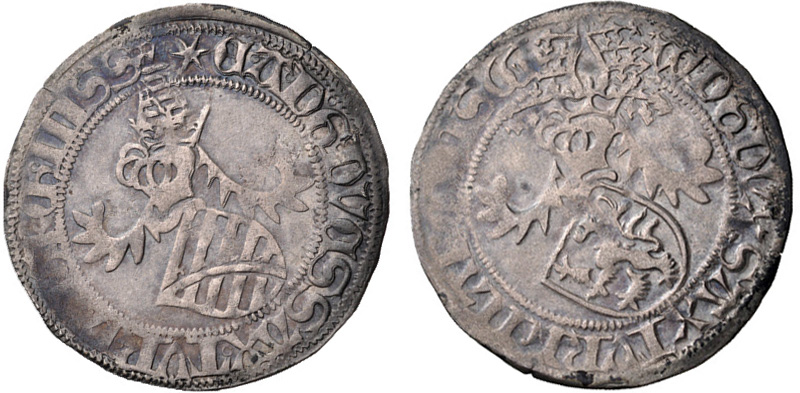
Kurfürst Ernst, Herzog Albrecht, Herzog Wilhelm III., Horngroschen von 1466, Münzstätte Leipzig
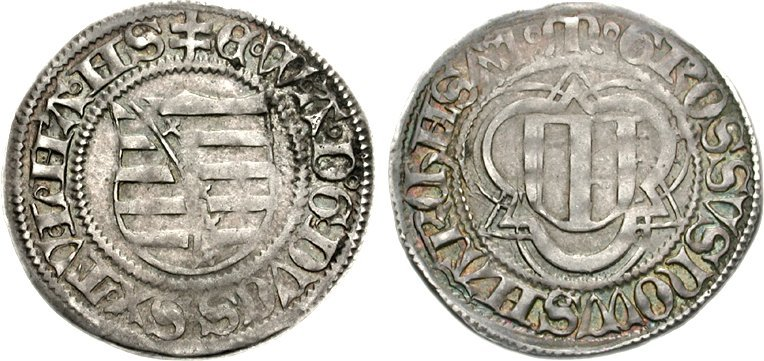
Kurfürst Ernst, Herzog Albrecht, Herzog Wilhelm III. mit Kurfürstin Margaretha (1475–1482), Spitzgroschen von 1475, Münzstätte Colditz (Margarethengroschen)
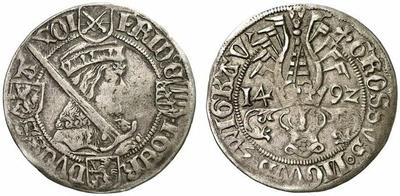
Kurfürst Friedrich III., Johann und Herzog Georg, Bartgroschen von 1492, Münzstätte Zwickau und Schneeberg
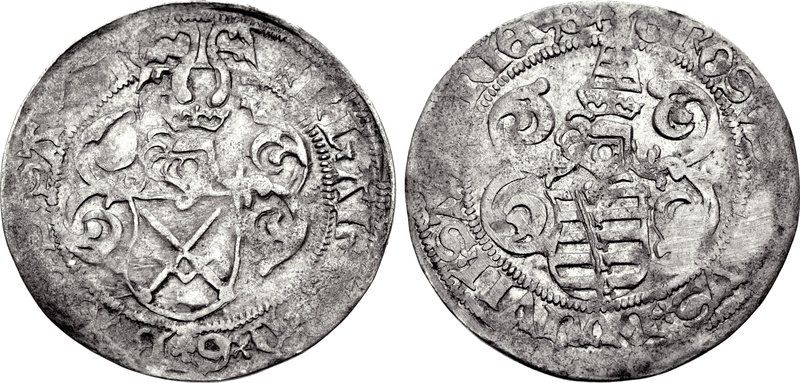
Kurfürst Friedrich III. mit Johann und Herzog Albrecht, Schneeberger, Zinsgroschen von 1498

- Der Fürstengroschen ist ein Meißner Groschen, den ab 1393 Landgraf Balthasar von Thüringen (1349/79–1406) in seiner neu errichteten Münzstätte Sangerhausen und in der Landesmünzstätte Freiberg schlagen ließ. Eine Besonderheit dieser Groschen ist, dass ab 1396 an der jeweiligen Abkürzung seines Namens die Münzstätte erkennbar ist. Auf der Rückseite ist das Zeichen „b“ vor dem steigenden Meißner Löwen aufgeprägt, das ein Merkmal für den Fürstengroschen ist. Mit dem Ableben Balthasars im Jahr 1406 wurde die Prägung der Fürstengroschen eingestellt und seine Münzstätte in Sangerhausen geschlossen.[19][20]

- Die Schildgroschen, oft unterteilt in schildiger Groschen und Pfahlschildgroschen (Landsberger Groschen), sind spätmittelalterliche meißnische Groschen, die nach der Münzreform von 1405 erstmals geprägt wurden. Der bevorzugte Münzname „Schildgroschen“ beruht darauf, dass die älteren Groschen kein Schild im Gepräge geführt hatten.[21] Mit der Prägung dieses Groschens wurde zum ersten Mal seit Beginn der meißnischen Groschenprägung das Münzbild des bisherigen uniformen Groschentyps gewechselt.[22] Der Schildgroschentyp mit dem endgültigen Münzbild war der bis 1456 geprägte Pfahlschildgroschen.[23]

Hessische Schildgroschen, auch Kronichte Groschen und Zweischildgroschen genannt, sind nach dem Vorbild der meißnischen Schildgroschen geprägte Münzen. Die Groschen haben große Ähnlichkeit mit den meißnisch-sächsischen Schildgroschen. Sie sind deshalb als Hinweis hier ebenfalls genannt.
- Die Helmgroschen oder Thüringer Groschen sind unter Markgraf Friedrich dem Streitbaren von Meißen und Landgraf Balthasar von Thüringen in der Markgrafschaft Meißen und der Landgrafschaft Thüringen von 1405 bis 1411 geprägte guthaltige Groschen, die hauptsächlich für die thüringischen Besitzungen bestimmt waren. Der Name des Groschens ist vom Helm mit der großen Thüringer Helmzier auf der Rückseite abgeleitet.[26][27] Die Helmgroschen sind die ersten meißnischen Groschen, die beidseitig vom bisherigen typischen Münzbild abweichen. Mit diesen Groschen mit dem auffälligen Münzbild wollten die Wettiner die durch fortlaufende Münzverschlechterung geschwächte Währung stützen.

- Der Judenkopfgroschen ist ein unter Kurfürst Friedrich II. den Sanftmütigen von Sachsen (1428–1464) nach der Münzordnung von 1444 bis etwa 1451 geprägter Oberwährgroschen. An diesem Projekt beteiligte sich auch sein Bruder Herzog Wilhelm III. der Tapfere (1445–1482). Der Münzname ist von der Rückseite mit der Meißner Helmzier mit dem Mannskopf, dem sogenannten Judenkopf, abgeleitet.[28]

- Der Schwertgroschen ist ein nach der Münzordnung von 1456/57 geprägter sächsischer Groschen der dem Typ des Meißner Groschens entspricht und im Zeitraum von 1457 bis 1464 in den Münzstätten Freiberg, Colditz und Leipzig geprägt wurde. Über dem Lilienkreuz im Vierpass ist der Schild mit gekreuzten Kurschwertern zu sehen, die für den Schwertgroschen namensgebend sind. Von 1461 bis 1464 wurde er als Beiwähr geprägt.[29]

- Die Horngroschen wurden von 1465 bis 1469 von den Herzögen Ernst und Albrecht gemeinsam mit ihrem Onkel Wilhelm (1465–1482)[30] als Oberwährgroschen[31] geprägt. Der Groschentyp ist der erste, den die Wettiner nach 123 Jahren seit der ersten Groschenprägung, mit einer Jahreszahl prägen ließen.[32] Die geschwächte sächsische Währung sollte durch eine völlig neue und stabile Währung ersetzt werden, nachdem die Bestrebungen zu einer stabilen Währung durch die Münzreformen von 1444 und 1456/57 durch Schaffung einer doppelten Groschenwährung in Form einer Oberwähr und einer Beiwähr gescheitert waren.[33]

- Die Spitzgroschen wurden unter Kurfürst Ernst (1464/85–1486), seinem Bruder Herzog Albrecht dem Beherzten (1464/85–1500) und ihrem Onkel Herzog Wilhelm III. dem Tapferen (1445–1482) 1475 bis 1482 auf Grund der Münzordnung vom 28. Dezember 1474 geschlagen, um das Misstrauen der Bevölkerung gegen den aus legiertem Silber bestehenden gleichwertigen Horngroschen zu zerstreuen. Im Kurfürstentum Sachsen unter Kurfürst Moritz (1541–1547–1553) und unter Kurfürst August (1553–1586) erfolgten von 1547 bis 1553 Nachprägungen.[34]

- Die sogenannten Margarethengroschen sind die von 1456 bis 1477 geprägten sächsischen Groschen der Münzstätte Colditz mit einem zusätzlichen „M“ am Anfang oder innerhalb der Umschrift.[35] Das „M“ bezieht sich auf Margaretha (* um 1416; † 1486), Gattin Kurfürst Friedrichs II. (1428–1464) von Sachsen. Auf Prägungen von 1456 erscheint Margaretha als illegale Münzfürstin, da sie ihren Namensbuchstaben vor den des Kurfürsten setzte und auch Alleinprägungen herstellen ließ, obwohl sie erst im September 1463 das Münzrecht vom Kaiser bekam.[36]

- Bartgroschen ist der Name des von 1492 bis 1493 in einer Auflage von 205.000 Stück[37] in den Münzstätten Zwickau und Schneeberg geprägten Groschens mit dem bärtigen Brustbild Friedrichs III. (1486–1525). Die Groschen sind die ersten Münzen in der sächsischen Münzgeschichte mit einem Bildnis des Regenten.[38]

- Zinsgroschen, Mutgroschen oder Schneeberger sind die Namen der ab 1496[39] geprägten sächsischen Groschenmünzen, mit denen auch gewisse Abgaben (Zinsen) entrichtet wurden. Dieser neue Groschentyp wurde 3½ Jahrzehnte[40] geprägt und war Vorbild für die Groschen des 16. Jahrhunderts.

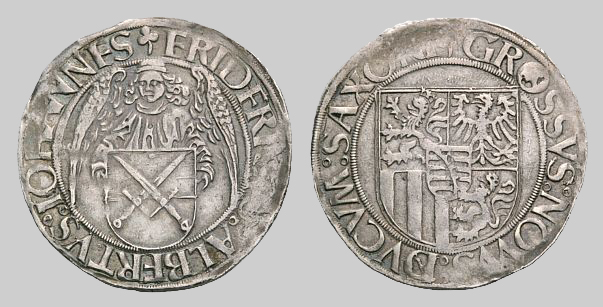
Kurfürst Friedrich III. der Weise mit den Herzögen Johann dem Beständigen und Albrecht dem Beherzten, Annaberger Schreckenberger o. J. (1498/1499)

- Die Schreckenberger aus dem Silber der Gruben des Schreckenbergs wurden nach der Münzordnung vom 18. August 1498 geprägt. Die neuen Großgroschen hatten einen Wert von 3 Groschen und sind im Feingehalt 861/1000 ausgebracht worden. Sieben Schreckenberger ergaben einen rheinischen Goldgulden.

Die aus dem Schneeberger Silber gemünzten Zinsgroschen sowie die Schreckenberger dienten der Vorbereitung der ab 1500 nach dem Tiroler Vorbild eingeführten neuen silbernen Guldenwährung, der ersten sächsischen Talermünzen.

### Goldgulden der Groschenzeit
→ Hauptartikel: Goldgulden (Groschenzeit Sachsen)

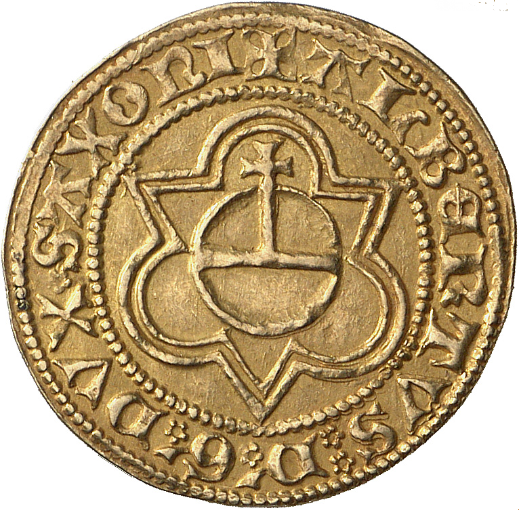
Goldgulden Albrechts des Beherzten, Vorderseite

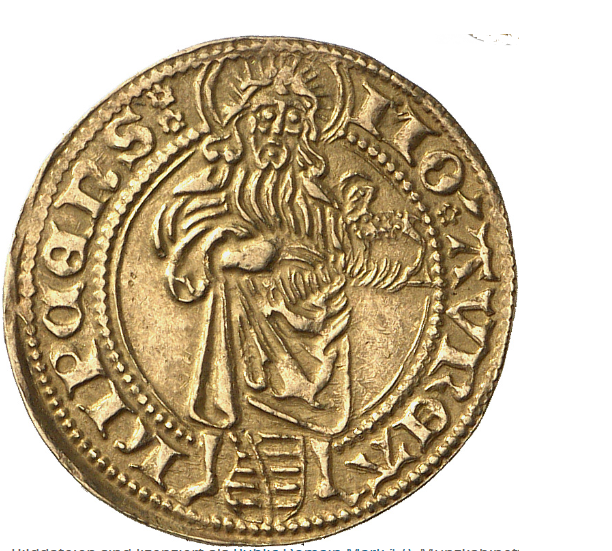
Rückseite – erstmals mit Hinweis auf die Münzstätte Leipzig

Kurfürst Friedrich II. ließ zum ersten Mal in der sächsischen Münzgeschichte eigene Goldgulden schlagen. Sie wurden von 1454 bis 1461 im Wert eines neuen rheinischen Guldens mit dem stehenden Johannes dem Täufer und dem Reichsapfel in einem doppelten Dreipass geprägt. Nach einer Pause von 27 Jahren nahm Herzog Albrecht der Beherzte von Sachsen im Jahr 1488 die Ausprägung von Goldgulden in der Münzstätte Leipzig wieder auf. Die Münzbilder gleichen dem ersten Goldgulden Kurfürst Friedrichs des Sanftmütigen, jedoch wurden die Seiten der Goldmünze bei der Prägung vertauscht. Neu ist, dass die Goldgulden seit 1488 eine Rückseitenlegende mit dem Hinweis auf die Münzstätte Leipzig (LIPCEN, LIPZENSIS) hatten.
Hauptquelle des Reichtums der sächsischen Fürsten waren jedoch besonders in der zweiten Hälfte des 15. Jahrhunderts die reichen Silbervorkommen im Bergbau in den erzgebirgischen Gruben. Der Grund für die Goldmünzung war hauptsächlich der sich auf Leipzig konzentrierende internationale Handelsverkehr.
Siehe auch:
- Münzstätte Freiberg#Groschenzeit
- Münzstätte Colditz#Groschenzeit
- Münzstätte Gotha#Groschenzeit
- Münzstätte Langensalza#Groschenzeit
- Münzstätte Leipzig#Groschenzeit
- Münzstätte Schneeberg#Groschenzeit
- Münzstätte Weimar#Groschenzeit
- Münzstätte Wittenberg#Groschenzeit
- Münzstätte Zwickau#Groschenzeit

## Talerzeit
Mit Beginn der Talerzeit seit 1500 sind sämtliche Münzmeisterzeichen bekannt. Siehe die Münzmeister und ihre Münzmeisterzeichen der Münzstätten
- Annaberg
- Bautzen
- Buchholz
- Dresden
- Freiberg
- Leipzig
- Schneeberg
- Zwickau

### Von 1500 bis zum Beitritt zur Reichsmünzordnung 1571
Die Sächsischen Talerwährung von 1500 bis 1571 umfasst den ersten Abschnitt der Talerwährung in Sachsen. Das ist der Zeitraum von der ersten Prägungen der Großsilbermünzen, der silbernen Gulden (Talermünzen), bis zur Prägung der Reichstaler nach der Augsburger Reichsmünzordnung von 1559, der Kurfürst August von Sachsen 1571 beitrat.
Im ausgehenden 15. Jahrhundert führten neue technische und wirtschaftliche Methoden des sächsischen Bergbaus zu einer ungewöhnlich hohen Silberausbeute. Das führte dazu, dass Kurfürst Friedrich III. der Weise (1486–1525) und sein Bruder Johann der Beständige (1486/1525–1532) in Einvernehmen mit Georg dem Bärtigen (1500–1539) als Stellvertreter seines Vaters Albrecht des Beherzten (1464/85–1500) die sogenannte Leipziger Münzordnung von 1500 verkündeten. Danach soll ein silberner Gulden (Talermünze) für einen Goldgulden geschlagen und genommen werden. Der Taler (sogenannter Klappmützentaler), zunächst Gulden genannt, war das silberne Äquivalent des rheinischen Goldguldens.
Auf den Locumtenenstalern von Kurfürst Friedrich dem Weisen von Sachsen erscheint 1507 erstmals die Würde des Reichsvikars in Form von „Imperique locumtenens generalis“ (lat. = Reichsgeneralstatthalter). Es sind die erste Vikariatsmünzen Sachsens. Der andere Schautaler Friedrichs des Weisen (1522) wurde dem Ehrengedächtnis Martin Luthers zugeschrieben und könnte auch eine Medaille sein.
In der Zeit der sächsischen Münztrennung war die in der Leipziger Hauptteilung im Jahr 1485 zwischen den Ernestinern und Albertinern vereinbarte gemeinsame Münzprägung vorübergehend von 1530 bis Ende 1533 aufgehoben. Als die Ernestiner 1547 die Kurwürde an die Albertiner verloren hatten, wurden die bisherigen in brüderlicher Gemeinschaft durchgeführten Münzprägungen endgültig beendet. Der neue Kurfürst Moritz (1541–1547–1553) münzte nur noch in seinem eigenen Namen. Es begann eine neue Periode, eine eigene Münzgeschichte der albertinischen Kurlinie des Hauses Sachsen.

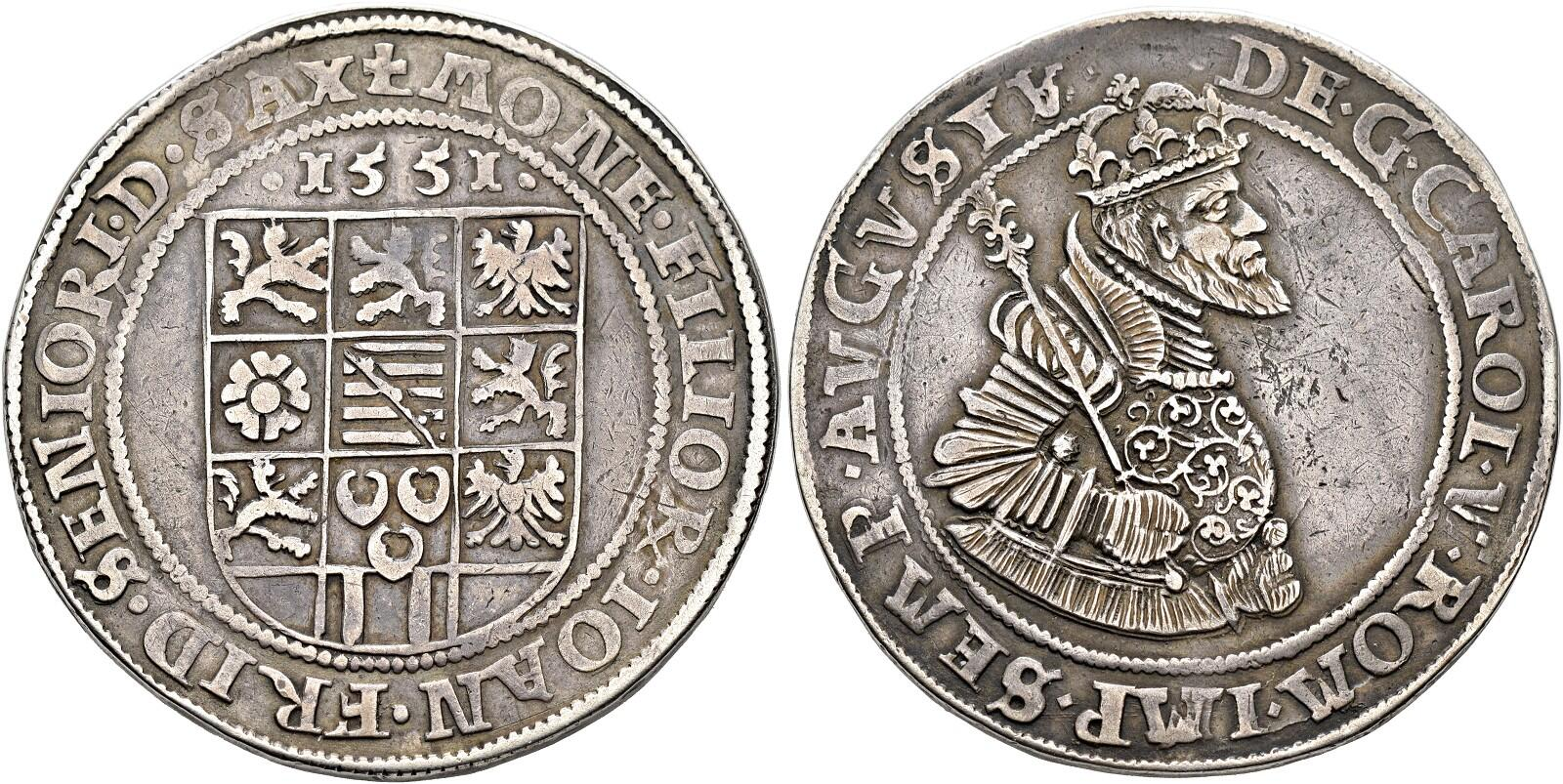
Herzogzum Sachsen Taler der Söhne Johann Friedrichs des Großmütigen während seiner Gefangenschaft von 1551 aus der Münzstätte Saalfeld.

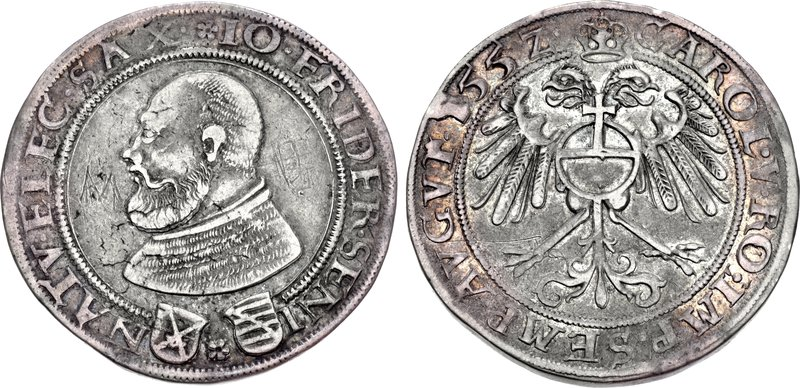
Herzogtum Sachsen, Taler Johann Friedrichs des Großmütigen nach seiner Gefangenschaft, 1552 in der Münzstätte Saalfeld geprägt (Schrötlingsrisse).

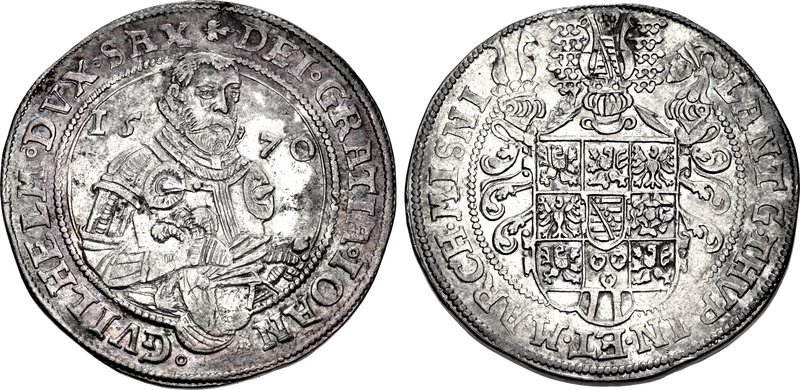
Alleinprägung Johann Wilhelms von Sachsen (1567–1572)

Die Münzprägungen der ernestinischen Linie und späterer Linien und Nebenlinien in den ihnen verbliebenen weitverzweigenden thüringischen Landen sind ebenfalls Teil sächsischer Münzgeschichte, können aber in ihrer Vielfalt gesondert behandelt werden.
Die Münzgeschichte des Herzogtums Sachsen oder des sächsisch-ernestinischen Gesamthauses umfasst die Zeit von 1547 bis 1572 in den verbliebenen thüringischen Besitzungen der Ernestiner. Das ist die Zeit nach der Schlacht bei Mühlberg bis zur Landesteilung des ernestinischen Herzogtums in Sachsen-Coburg-Eisenach und Sachsen-Weimar (Sachsen-alt-Weimar) im Jahr 1572.
Besondere Taler des Herzogtums Sachsen sind der Taler der Söhne Johann Friedrichs des Großmütigen während seiner Gefangenschaft sowie der Taler Johann Friedrichs des Großmütigen nach seiner Gefangenschaft.
Die Alleinprägungen Johann Friedrichs II. von Sachsen erfolgten auf der Grundlage eines Resignationsvertrags (Verzichtserklärung) von 1557. Zu seinen Münzen gehören auch die widerrechtlich mit Kurwappen und falschem Titel geprägten Gothaer Belagerungsklippen von 1567, dem Jahr seiner Gefangennahme.
Die Alleinprägung Johann Wilhelms von Sachsen (1567–1572) war eine Folge der Aktivitäten seines älteren Bruders Johann Friedrichs II. des Mittleren, der sich mit dem Verlust der Kurwürde nicht abfinden konnte und vom Kaiser Maximilian II. am 12. Dezember 1566 geächtet wurde. Die Gepräge Johann Wilhelms sind die letzten Talermünzen des sächsisch-ernestinischen Gesamthauses.
Da der sächsische Kurfürst August am 8. April 1571 den Beitritt zur Reichsmünzordnung vollzog, trat auch das ernestinische Sachsen unter Johann Wilhelm der Reichsmünzordnung bei. Die neuen Reichstaler ließ er ab 1571 zusätzlich mit MONE(ta) IMPE(ria) [= Reichsmünze] in der Umschrift kennzeichnen.
Der albertinische Kurfürst August (1553–1586) zentralisierte die Münzprägung, indem er sämtliche Landesmünzen zu einer einzigen Münzstätte zusammenfasste. Die neue Münzstätte Dresden wurde zentrale Münzstätte für das gesamte Kurfürstentum. Mit dem Beitritt Augusts zur Reichsmünzordnung beginnt in Sachen der zweite Abschnitt der Talerwährung.
- Talermünzen nach sächsischem Münzfuß:

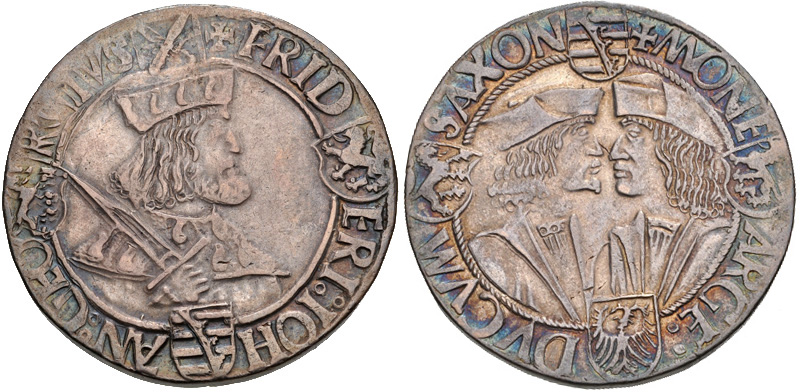
Kurfürst Friedrich III. und die Herzöge Johann und Georg, Gulden (Klappmützentaler) o. J., Mmz. Kreuz (1512–1523), Münzstätte Annaberg
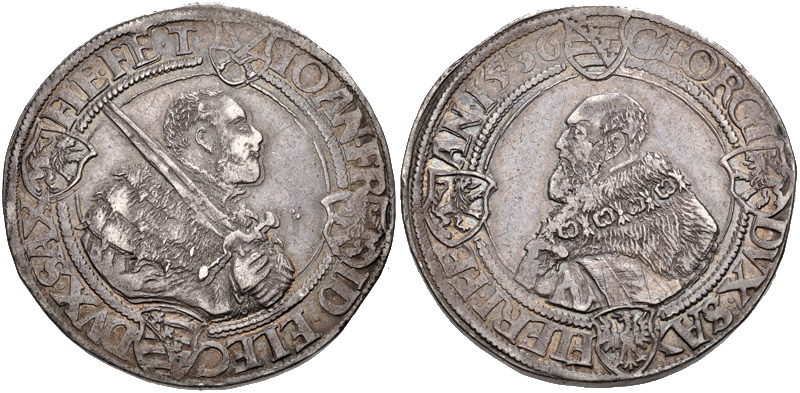
Kurfürst Johann Friedrich der Großmütige und Herzog Georg, Guldengroschen von 1536, Münzstätte Buchholz
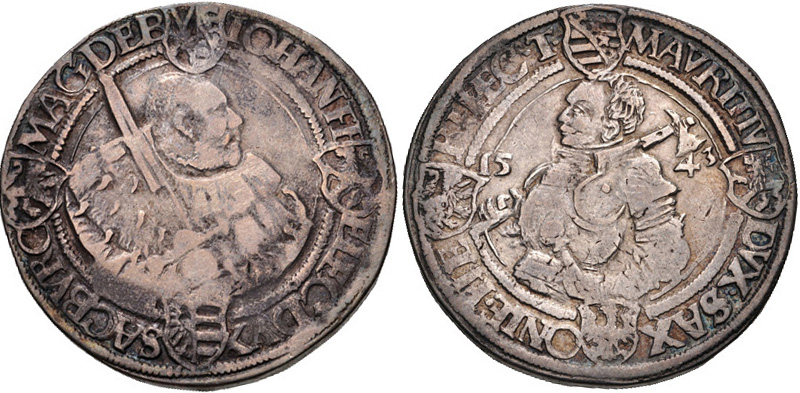
Kurfürst Johann Friedrich der Großmütige (Brustbild mit geschultertem Kurschwert) und Herzog Moritz (Hüftbild mit geschulterter Streitaxt), Guldengroschen von 1543, Buchholz
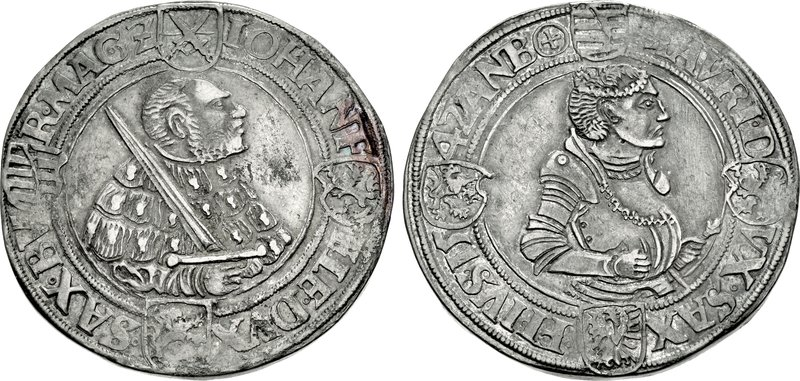
Kurfürst Johann Friedrich der Großmütige und Herzog Moritz, Guldengroschen von 1542, Annaberg
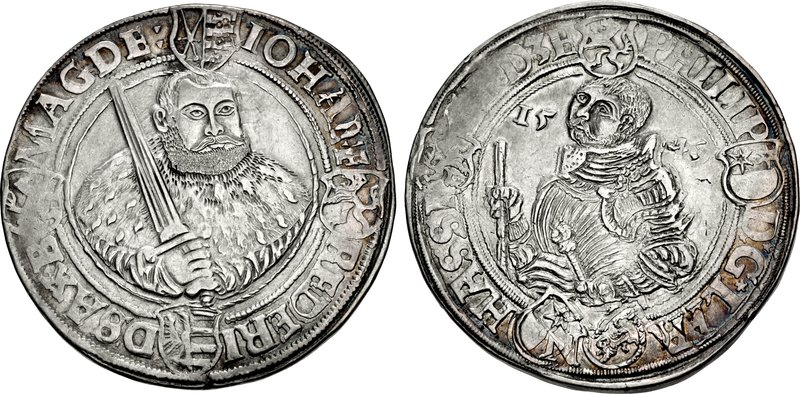
Schmalkaldischer Bundestaler von 1546 aus der Münzstätte Goslar – links die sächsische Seite mit Johann Friedrich des Großmütigen, rechts die hessische Seite mit Philipp von Hessen
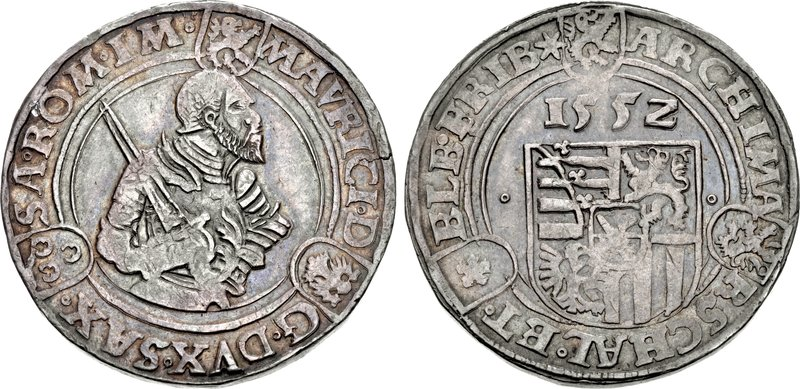
Kurfürst Moritz, Guldengroschen von 1552, Münzstätte Freiberg. Endgültige Münztrennung seit 1547
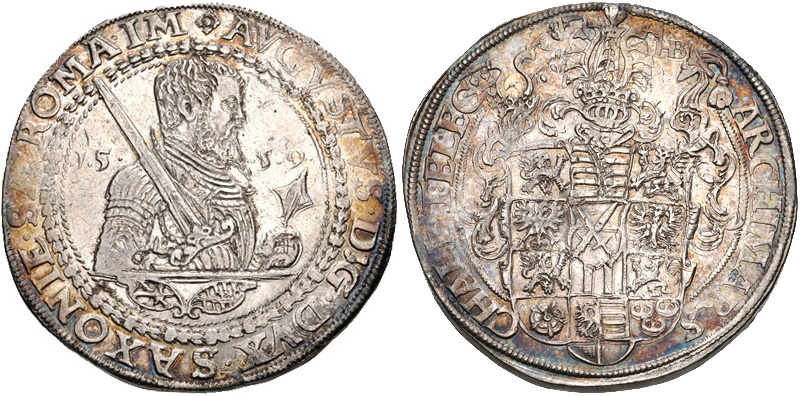
Kurfürst August, Guldengroschen von 1559, Münzstätte Dresden
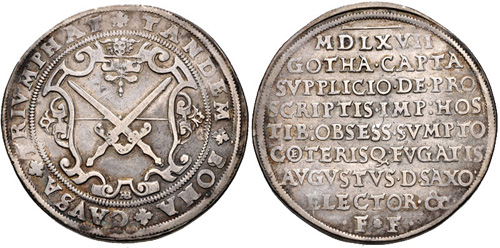
Kurfürst August, Taler (Guldengroschen) von 1567, auf die Einnahme von Gotha, Münzstätte Dresden

Siehe auch:
- Locumtenenstaler
- Schautaler Friedrichs des Weisen (1522)
- Schmalkaldischer Bundestaler
- Spotttaler auf das Augsburger Interim – Der sogenannte Interimstaler diente im Konfessionsstreit nach der Trennung des Schmalkaldischen Bundes als Propagandamittel.
- Taler der Söhne Johann Friedrichs des Großmütigen während seiner Gefangenschaft
- Taler Johann Friedrichs des Großmütigen nach seiner Gefangenschaft
- Leipziger Belagerungsmünzen von 1547

### Prägung nach dem Reichsmünzfuß

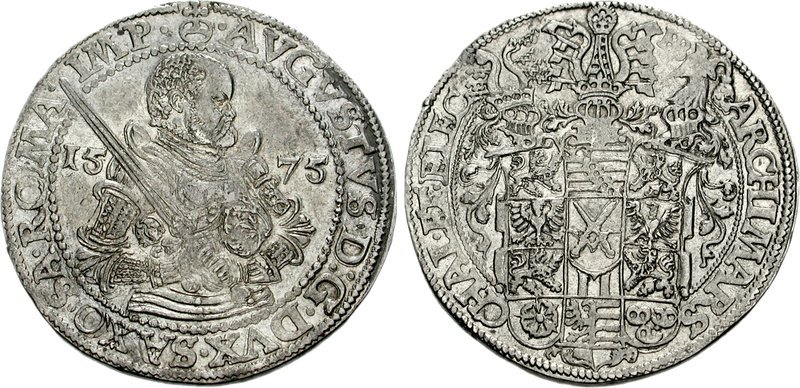
Kurfürst August, Reichstaler von 1575 nach Beitritt zur Augsburger Reichsmünzordnung von 1559 im Jahr 1571

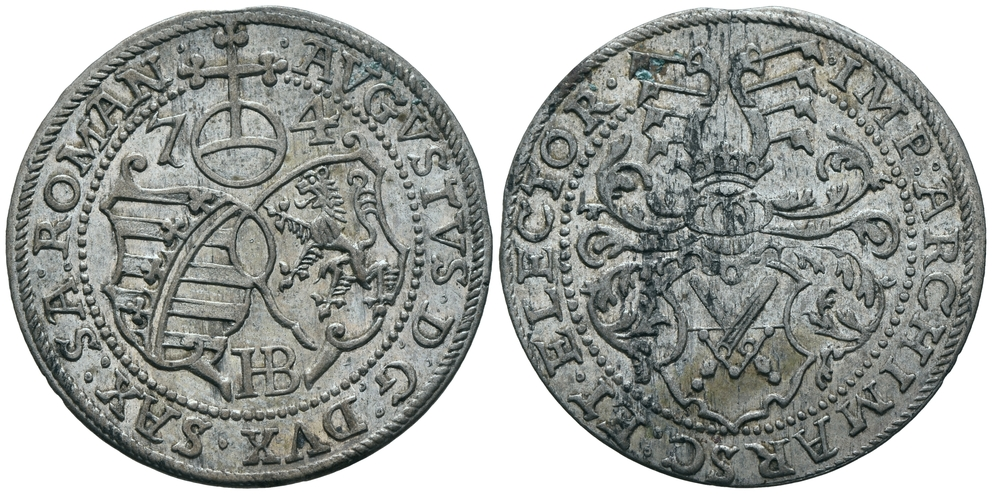
Reichstaler (Groschen) von 1574

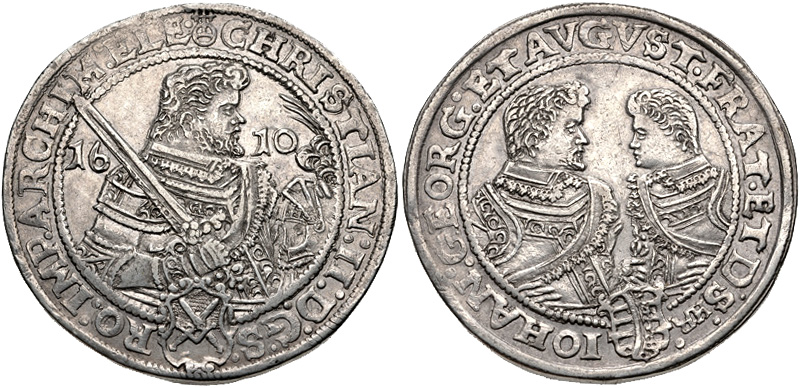
Dreibrüdertaler von 1610

Im Jahr 1571 trat Kurfürst August und die Stände des Obersächsischen und Niedersächsischen Reichskreises der Augsburger Reichsmünzordnung von 1559 bei. Den 10 Kreisen, in denen das Heilige Römische Reich Deutscher Nation eingeteilt war, oblag die Kontrolle über die Einhaltung der Reichsmünzordnung, die durch den vom ausschreibenden Fürsten festzulegender Probationstag durchgeführt wurde. Alle Münzen stammen aus der Münzstätte Dresden.
Die Ausprägung nach dem Beitritt zur Reichsmünzordnung 1571: (Auszug nach Arnold)
- Münzfuß 1571–1667 (Reichsmünzfuß): 9 Reichstaler auf die feine Mark

| Nominal                      | Gewicht (g) | Feingehalt (0/00) |
| ---------------------------- | ----------- | ----------------- |
| Reichstaler zu 24 Groschen   | 29,23       | 888,89            |
| ½ Reichstaler zu 12 Groschen | 14,62       | 888,89            |
| ¼ Reichstaler zu 6 Groschen  | 7,31        | 888,89            |
| ⅛ Reichstaler zu 3 Groschen  | 3,61        | 888,89            |
| 1⁄24 Reichstaler (Groschen)  | 2,15        | 500               |
| Dreier (¼ Groschen)          | 0,85        | 312,5             |
| Pfennig (1⁄12 Groschen)      | 0,34        | 250               |

Die goldenen Gulden und Doppelgulden, die nach dem Beitritt Kursachsens zur Reichsmünzordnung weiterhin geprägt wurden, gehören nicht zu den sächsischen Nominalen der Reichsmünzordnung. Der Reichsgulden zu 21 Groschen (1584) ist eine ausgeprägte Rechnungsmünze.

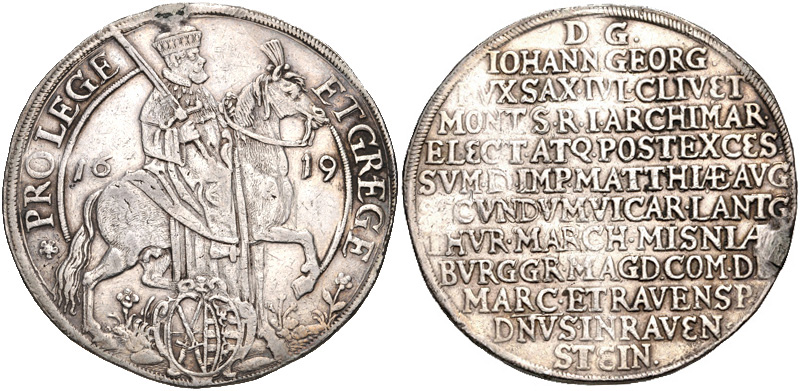
Kurfürst Johann Georg I., Vikariatstaler 1619

Die silberreichen Kurfürsten von Sachsen konnten es sich leisten, neben Kursmünzen auch umfangreiche Gedenkprägungen herzustellen. Die ab 1612 geprägten sächsischen Vikariatsmünzen sind Gedenkmünzen der Kurfürsten von Sachsen, die sie als Stellvertreter des Kaisers in Reichteilen mit sächsischem Recht während der Erledigung des Kaiserthrons prägen ließen. Sie teilten sich mit den rheinischen Pfalzgrafen in das Reichsvikariat. – Siehe dazu auch Vikariatsmünzen (Pfalz und Bayern).
Der Obersächsische Reichskreis bemühte sich zwischen 1571 und 1667 um die Einhaltung des Reichsmünzfußes. Der Rückgang im Silberbergbau und die hohen Prägekosten des Kleingeldes und der damit verbundene Kleingeldmangel führten 1619 bis 1623 zur Kipper- und Wipperinflation verbunden mit der Errichtung zahlreicher Kippermünzstätten.
Siehe auch:
- Erbländischer Taler
- Vikariatsmünzen Johann Georgs II. (Sachsen)
- Schautaler zur Grundsteinlegung der Kapelle im Schloss Moritzburg bei Dresden

### Kipper- und Wipperzeit (1620–1623)

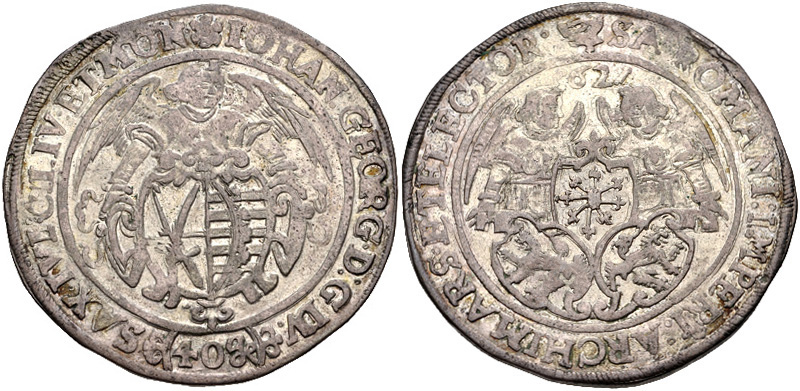
Kurfürst Johann Georg I., 40 Kippergroschen (Kippertaler zu 40 Groschen) 1621, Kippermünzstätte Dresden

Die Monopolstellung der Dresdner Münze wurde mit der Errichtung zahlreicher Kippermünzstätten durchbrochen. Die große Ähnlichkeit mit den von 1498 bis 1571 in Sachsen und Thüringen geprägten hochwertigen Schreckenberger oder Engelsgroschen sollte die Interimsmünzen in Kursachsen beliebt machen. Die Gepräge konnten nicht beanstandet werden, denn es waren keine Talermünzen oder deren Teile, sondern Groschenstücke, also Landmünzen, die der Reichsmünzordnung nicht entsprechen mussten. Die kleinsten Münzen, das waren einseitige Kupferpfennige, produzierte der Kupferhammer Grünthal.
Die völlige Zerrüttung des Finanzwesens zwang 1623 Kursachsen wieder zum Reichsmünzfuß zurückzukehren. Die Reichsmünzordnung war offiziell nicht aufgehoben worden.
Siehe auch:
- Kippermünzstätten (Kursachsen)

### Prägung im Zinnaischen- und Leipziger Münzfuß (1667–1690–1763)

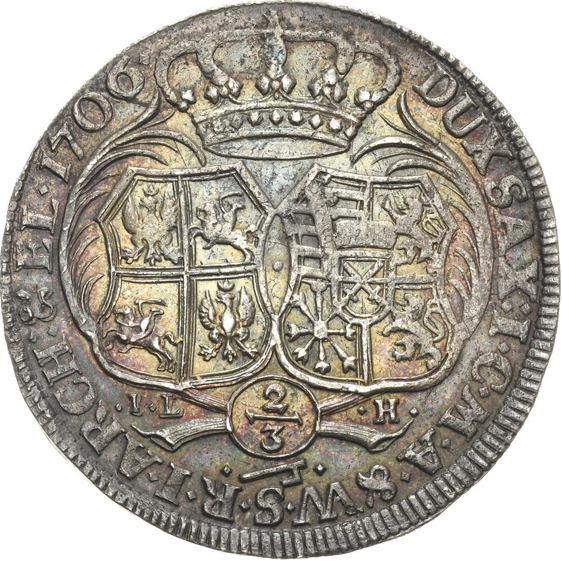
Coselgulden von 1706, Rückseite mit zentrisch gesetzten Punkt

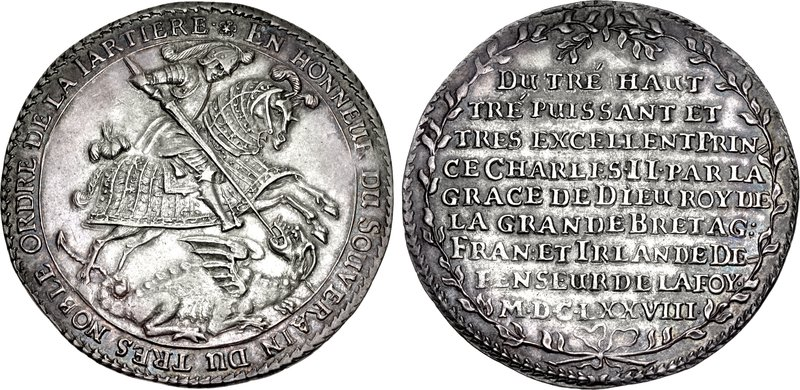
Kurfürst Johann Georg II., Kuranttaler (Hosenbandtaler) 1678 (Gewicht 23,32 g). Die Kuranttaler wurden nur ausnahmsweise geprägt.

Nach dem Ende des Dreißigjährigen Krieges kam es zur zweiten oder kleinen Kipperzeit, die allerdings Kurbrandenburg und Kursachsen verhinderten, indem sie in Zinna 1667 einen Münzfuß vereinbarten, der den gestiegenen Silberpreis berücksichtigte. Im selben Jahr war die kurzzeitige Prägung von Landmünzen für die Oberlausitz in der eigens dafür eingerichteten Münzstätte Bautzen wegen Misserfolg abgebrochen worden. Der ⅔ Taler (⅔ Kuranttaler) oder Gulden zu 16 Groschen wurde das neue Hauptnominal. Der Kuranttaler zu 24 Groschen, bisher Reichstaler genannt, wurde bis auf wenige Ausnahmen nicht ausgeprägt. Im Zahlungsverkehr war der Taler eine Rechnungseinheit zu 24 Groschen. Deshalb ist auf den Groschenstücken die Wertangabe 24/EINEN/TALER aufgeprägt. Der genannte Taler ist der nicht geprägte Rechnungstaler. Diese Währung beruhte nicht mehr auf den Beschlüssen des Reichstages, sondern auf der Vereinbarung der Länder Kurbrandenburg und Kursachsen. Der Reichstaler wurde lediglich für die Zahlungsverpflichtung der sächsischen Bergbauverwaltung als Speciesreichstaler zu 28 Groschen weitergeprägt.
Die Ausprägung nach dem Vertrag von Zinna 1667: (Auszug nach Arnold)

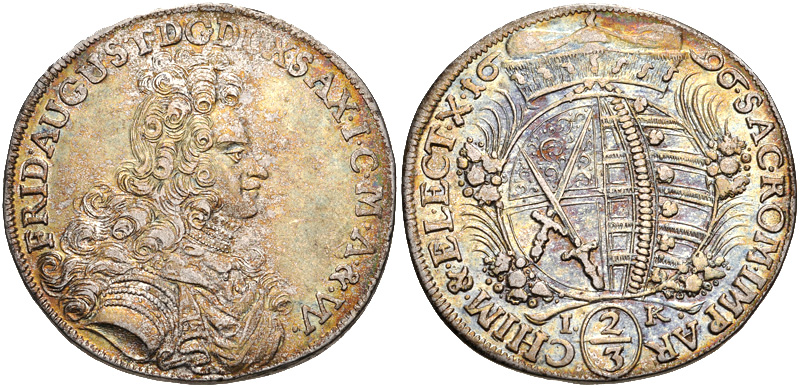
Kurfürst Friedrich August I. (August der Starke), ⅔ Kuranttaler (Gulden) 1696, Münzstätte Dresden. Zwischen diesem geprägten Gulden und dem fiktiven Rechnungsbegriff „Gulden“ (meißnischer Gulden) muss klar unterschieden werden.

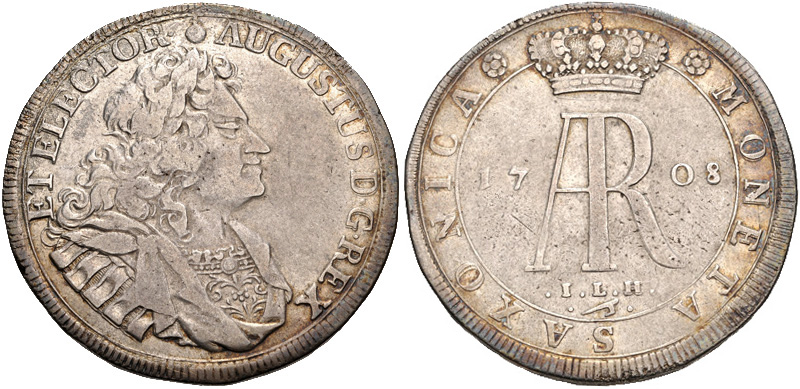
König August II., Speciesreichstaler zu 32 Groschen von 1708, weiterhin nach dem Reichsmünzfuß geprägt; mit Königstitel jedoch ohne Bezug auf Polen. Diesen Taler ließ Friedrich August prägen, nachdem er auf den polnischen Thron verzichten musste.

- Zinnaischer Münzfuß 1667–1690: 10½ Kuranttaler auf die feine Mark

| Nominal                      | Gewicht (g) | Feingehalt (0/00) |
| ---------------------------- | ----------- | ----------------- |
| Kuranttaler zu 24 Groschen   |             |                   |
| ⅔ Kuranttaler zu 16 Groschen | 16,7        | 888,89            |
| ⅓ Kuranttaler zu 8 Groschen  | 9,74        | 760,42            |
| ⅙ Kuranttaler 4 Groschen     | 4,87        | 760,42            |
| Groschen                     | 1,99        | 465,28            |
| Dreier (¼ Groschen)          | 0,90        | 250               |
| Pfennig (1⁄12 Groschen)      | 0,35        | 204,86            |

Der weiter steigende Silberpreis erforderte 1690 erneut eine Währungsanpassung. Das Ergebnis war der Leipziger Münzfuß, den der Regensburger Reichstag 1735 zum neuen Münzfuß erklärte. Die Speciesreichstaler wurden weiterhin im Reichsmünzfuß geprägt, jedoch mit erhöhtem Wert zu 32 Groschen.
- Die Ausprägung nach dem Leipziger Münzfuß (1690–1763): 12 Kuranttaler auf die feine Mark[56]

Die Ausprägung nach dem Leipziger Münzfuß, das sind die Kuranttaler in den Stückelungen wie vorher, wurden zwischen 1693 und 1733 im Gewicht und im Feingehalt verändert ausgebracht.
Das Kleingeld wurde nach dem Torgauer Münzfuß geprägt. Neue Nominale waren 1⁄12 Taler (Doppelgroschen) und 1⁄48 Taler (½ Groschen).
Im Kurfürstentum Sachsen liefen auch geringhaltige Schüsselpfennige als „Eindringlinge“ um. Sie wurden in Sachsen als Näpfchenheller bezeichnet. Der Münzname stammt aus sächsischen Akten von 1668.
- Umrechnung der Nominale des Reichsmünzfußes in Nominale des Leipziger Münzfußes siehe Schmetterlingstaler#Beschreibung der Schmetterlingsmünzen (Die Schmetterlingsmünzen sind mit hoher Wahrscheinlichkeit Spielgeld, ebenso wie die Coseldukaten aus der Zeit August des Starken.)

### Prägung im Wechseltalerfuß 1670/71

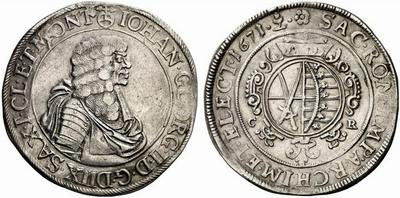
Wechseltaler von 1671 (ohne Aufschrift WECHSELTHALER), Münzstätte Dresden

In den Jahren 1670/1671 wurden Wechseltaler und deren Teilstücke im Wechseltalerfuß geschlagen.
Der Wechseltaler wurde unter Kurfürst Johann Georg II. (1656–1680) im Wechsel- oder Burgundischen Talerfuß (861/1000 fein) ausgebracht. Der Taler und seine Teilstücke waren als Wechselgeld zur Begünstigung des Leipziger Handels mit Hamburg und den Niederlanden gedacht. Die ersten Gepräge von 1670 tragen deshalb die Aufschrift WECHSELTHALER auf der Rückseite. Der Wechseltalerfuß war in Kursachsen nur 1670 und 1671 gültig.

### Sächsisch-polnische Bankotaler nach Burgundischem Fuß (1702)

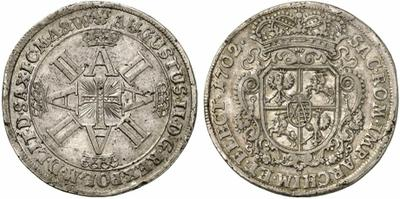
Sächsisch-polnischer Bankotaler von 1702, Münzstätte Leipzig, sogenannter Beichlingscher Ordenstaler

August der Starke (1694–1733) ließ 1702 in der Leipziger Münze dreierlei im Münzbild unterschiedliche Bankotaler prägen. Sie entsprachen im Wert den nach dem Burgundischen Fuß geprägten polnischen Talern und waren folglich etwas geringhaltiger als die Taler, die nach dem Reichsfuß geprägt wurden. Es sind geringerhaltige sächsische Taler, aber auch normale polnische Taler.
Die Prägung der Bankotaler wurde vom Großkanzler Wolf Dietrich Graf von Beichlingen durchgeführt. Auf dem sogenannten Beichlingschen Ordenstaler war nur das Ordenskreuz, aber nicht der Dänische Elefantenorden dargestellt, wie das bei den beiden anderen Talern der Fall war.
Beichlingen wurde unterstellt, dieses Kreuz sei das des Dänischen Danebrogordens, dessen Ritter er war, und der Taler eine Beleidigung des Königs. Der Graf, dem auch die Verantwortung für die Ausprägung der minderwertigen Roten Seufzer von 1701 und 1702 zugeschoben wurde, fiel in Ungnade. Die Prägung aller drei Bankotaler wurde noch im Jahr ihrer Ausgabe eingestellt.

### Prägung im Konventionsmünzfuß (1763–1838)

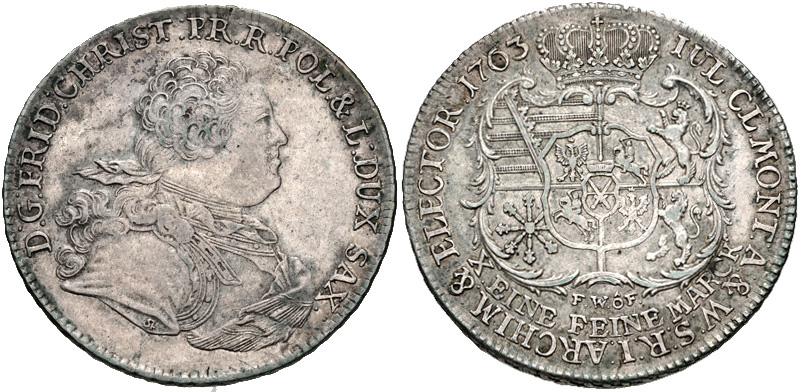
Kurfürst Friedrich Christian, Konventionsspeciestaler 1763, mit Umschrift X EINE FEINE MARCK, Münzstätte Dresden

Die Zerrüttung des Münzwesens während des Siebenjährigen Krieges (1756–1763) erforderte dringend eine Münzreform. Die preußischen Kontributionen und die Münzverfälschung durch Friedrich II. (1740–1786) als Mittel zur Kriegsfinanzierung hatten zum völligen Zusammenbruch des Geldwesens in Sachsen und Polen geführt.
Die Prägung von Prämientalern, in Sachsen die sächsischen Prämientaler, mit denen verdienstvolle Landeskinder auf wirtschaftlichem oder künstlerischem Gebiet ausgezeichnet wurden, war eine der Maßnahmen, die zu außergewöhnlichen Leistungen anspornen sollte. Die Auszeichnung mit der Vergabe von Prämientalern war eine von vielen Maßnahmen zur Überwindung ökonomischer und kultureller Nöte des Landes. 
Am 14. Mai 1763 führten Kursachsen und die ernestinischen Fürstentümer den Konventionsmünzfuß, auch 20-Gulden-Fuß genannt, ein. Aus der Mark Feinsilber zu ca. 234 g prägte man in Sachsen:
- 10 Konventionsspeciestaler = 20 ⅔-Taler = 40 ⅓-Taler = 80 ⅙-Taler = 160 1⁄12-Taler (Doppelgroschen) = 320 1⁄24-Taler (Groschen) = 960 1⁄48-Taler (Halbgroschen).

Gerechnet wurde in Konventionskurant. 1 Taler (Reichstaler) war eine Rechnungseinheit zu 24 Groschen. Die Konventionsmünzen vom Groschen bis hin zum Konventionsspeciestaler blieben während der gesamten Geltungsdauer des Konventionsmünzfußes an Schrot und Korn stabil.
An Goldmünzen wurden vor allem für den Fern- und Großhandel Dukaten, 5 Taler (Augustd’or) und 10 Taler (Doppel-Augustd’or) geprägt. Sie blieben ebenfalls im Gewicht und Feingehalt ohne Änderung. Weitere Gepräge sind die als Land- oder Scheidemünzen eingruppierten Heller, Pfennige, 3, 4 und 8 Pfennige. Sowohl die Goldmünzen als auch die Pfennigmünzen waren kein Konventionsgeld.
Von 1804 bis 1825 erfolgte die gesamte Kupferausmünzung für Sachsen in der Münzstätte Grünthal, die sich im „Althammer“ der Saigerhütte Grünthal befand und als Nebenmünzstätte der Dresdner Münze errichtet wurde.

### Prägung im 14-Taler-Fuß (1839–1856)

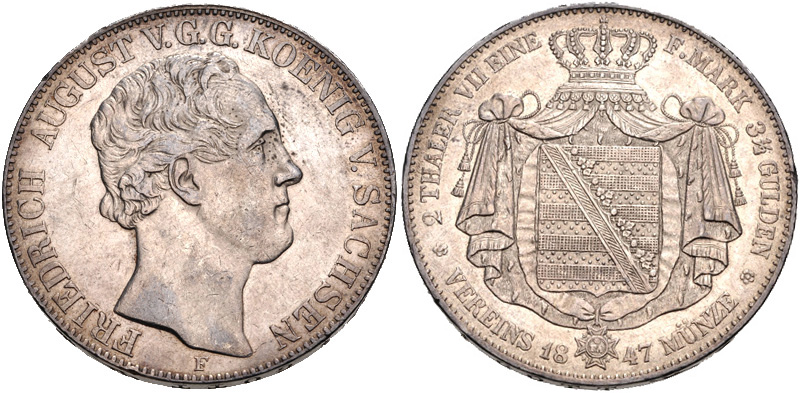
König Friedrich August II., Doppeltaler 1847, mit Umschrift 2 THALER VII EINE F. MARK 3½ GULDEN / VEREINSMÜNZE

Nach der Einführung des Deutschen Handels- und Zollvereins gründeten die Zollvereinsstaaten 1837/38 in München und Dresden den Deutschen Zollverein, der den preußischen (Graumannschen) 14-Taler-Fuß annahm. Danach wurden einheitliche Doppeltaler oder 3½-Guldenstücke geprägt.
Aus der Mark Feinsilber prägte man im Königreich Sachsen im 14-Taler-Fuß:
- 7 Doppeltaler = 14 Vereinstaler
  - 1 Vereinstaler = 30 Neugroschen = 300 Pfennige
  - 1 Neugroschen = 10 Pfennige (1 feine Mark = 420 Neugroschen)[70]

#### Die Einführung des Neugroschens
Der Taler entsprach im Wert damit dem preußischen Taler, der sächsische Neugroschen als 1⁄30 Taler dem preußischen Silbergroschen von ebenfalls 1⁄30 Taler. Bei der Unterteilung des Groschens in Pfennige unterschieden sich das sächsische und das preußische Nominalsystem. Während Preußen mit der Unterteilung in 12 Pfenninge das aus alter Zeit geltende Duodezimalsystem beibehielt, ging Sachsen mit der Unterteilung des Groschen in 10 Pfennige einen bewussten Schritt in Richtung Dezimalsystem. Das zeigte sich insbesondere in der Ausprägung von 1/3 Taler, die somit 10 Neugroschen oder 100 sächsische Pfennige wert waren.

### Prägung im 30-Taler-Fuß (1857–1871) (1872)

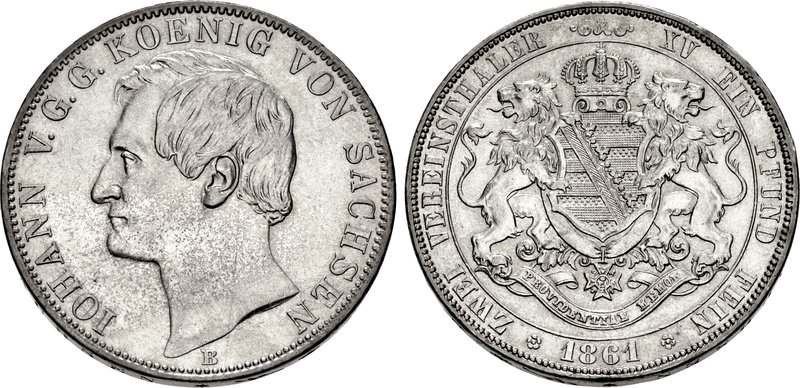
König Johann, Doppeltaler 1861 mit Umschrift 2 VEREINSTHALER XV EIN PFUND FEIN

Im Jahr 1857 erfolgte in Wien der Beitritt Österreichs und Liechtensteins zum deutschen Münzverein. Mit dem Wiener Münzvertrag wurde die Dezimalrechnung eingeführt. Die Mark wurde durch das Zollpfund zu 500 g ersetzt und der Taler neben dem Doppeltaler als Vereinsmünze ausgegeben. Aus dem Zollpfund zu 500 g wurden 30 Vereinstaler geprägt. Nach diesem Münzfuß wurde in Sachsen in der Dresdener Münze bis zur Einführung der Reichswährung geprägt.
Die Gründung des Kaiserreichs ohne Österreich und Liechtenstein ermöglichte eine einheitliche Währung. Das Münzrecht übte das Deutsche Reich im Auftrag ihrer Bundesstaaten aus. Mit der Ausgabe der neuen Markmünzen in Gold und Silber endete die sächsische Münzgeschichte, obwohl im sächsischen Königreich bis 1886 in der Münzstätte Dresden und anschließend in Muldenhütten bei Freiberg noch bis 1953 eine Münzstätte in Betrieb war. Der alte Taler im 14-Talerfuß mit der Kölner Mark als Münzgrundgewicht, durch den Wiener Münzvertrag in seinem Wert nur sehr geringfügig zu einem 30-Talerfuß mit dem Zollpfund als Münzgrundgewicht modifiziert, entsprach drei Mark der neuen gemeinsamen Währung. In der neu eingeführten Mark lebte der sächsische Dritteltaler zu 100 Pfennigen somit weiter. Die sächsischen Pfennige konnten somit noch viele Jahre problemlos zum Wert der neuen Pfennige der Mark im Geldumlauf verbleiben.

### Münzen der durch Landesteilung geschaffenen albertinischen Herzogtümer

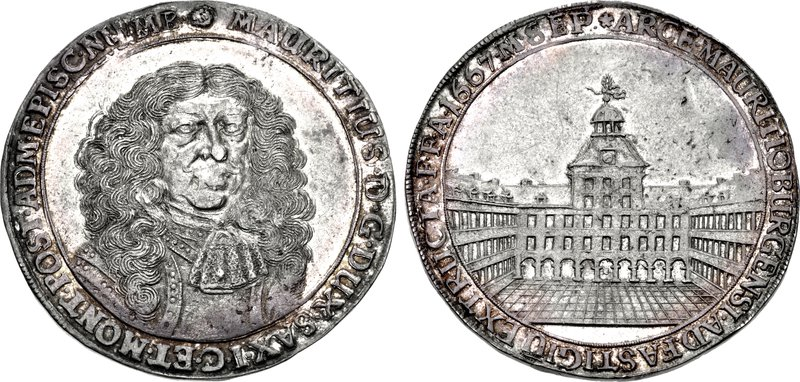
Herzog Moritz von Sachsen-Zeitz, Taler auf den Bau von Schloss Moritzburg in Zeitz von 1667

Als Kurfürst Johann Georg I. am 8. Oktober 1656 auf seinem Residenzschloss in Dresden starb, hinterließ er ein am 20. Juli 1652 errichtetes Testament. Darin war als schwerwiegender Punkt die Teilung des Landes unter seinen vier Söhne vorgesehen. Nach den Bestimmungen dieses väterlichen Testaments folgte ihm der älteste Sohn als Kurfürst Johann Georg II. Sein zweiter Sohn, Herzog August, wurde Stammvater der Herzöge von Sachsen-Weißenfels, die 1746 ausstarben. Sein dritter Sohn, Herzog Christian, wurde Stammvater der Herzöge von Sachsen-Merseburg, die 1738 erloschen.
Der vierte Sohn, Herzog Moritz, seit 1653 Administrator des Stiftes Naumburg-Zeitz, residierte von 1653 bis 1663 in Naumburg, dann in Zeitz auf der von ihm erbauten Moritzburg. Er war Begründer der Linie Sachsen-Zeitz. Moritz starb am 4. Dezember 1681 in Zeitz. Das Land wurde im Jahr 1717 an Kursachsen abgetreten. Der letzte Spross starb 1759 im geistlichen Stand.
Von den albertinischen Herzogtümern Sachsen-Weißenfels und Sachsen-Zeitz wurden Münzen geprägt. Die bekannteste ist der Taler auf den Bau von Schloss Moritzburg in Zeitz, den Wilhelm Ernst Tentzel als Medaille bezeichnet.